# Marine nationale
La Marine nationale è un corpo della funzione pubblica di Stato e la forza militare navale (marina militare) della Repubblica francese. È la componente marittima delle Forces armées françaises, le altre tre componenti sono l'Armée de terre, l'Armée de l'air, la Gendarmerie nationale, i services de soutien e gli organismes interarmées.
La sua flotta è composta da un centinaio di navi di superficie (comprendendo anche il naviglio secondario come navi cisterna e rimorchiatori), tra cui una portaerei a propulsione nucleare (unica marina europea a possederne una), e da dieci sottomarini nucleari, di cui quattro armati con SLBM.
Nel 2014 essa impiegava 39.300 uomini (36.500 militari e 2.800 civili) reclutati per concorso. I suoi ufficiali sono formati all'École navale a Lanvéoc, dove si accede per concorso dopo due anni di preparazione.
Il motto della Marine nationale, stampato con lettere bianche su fondo blu e presente su tutte le unità della sua flotta, è: « Honneur, Patrie, Valeur, Discipline » (Onore, Patria, Valore, Disciplina) e questo motto non è mai cambiato dai tempi della Marine royale.
È familiarmente chiamata « La Royale », forse perché prima di essere imperiale o nazionale, era reale o ancora perché l'antico Ministero della Marina (dove aveva sede lo Stato maggiore della Marina fino al 2016) era situato al numero 2 di rue Royale a Parigi, o infine per distinguerla da « La Marchande ».

## Storia

### Le origini
La Marine royale fu creata nel 1624 da Richelieu. Dopo la rivoluzione francese la Marine de la République le succede durante i primi due periodi repubblicani. Sotto il Primo e il Secondo Impero francese, essa si è chiamata Marine impériale.
La Marine royale vide un periodo brillante ai suoi inizi, grazie all'impulso dato da Richelieu (poté sconfiggere la marina spagnola nel Mediterraneo durante la guerra dei trent'anni) negli anni 1630 e 1640. Ma il vero sviluppo avvenne sotto il regno di Luigi XIV, grazie all'azione del suo ministro Colbert a partire dagli anni 1660 che la riorganizzò completamente e gli diede gli strumenti per poter combattere contro le marine olandesi e inglesi e difendere gli interessi coloniali del paese. Dagli anni 1670, per la prima volta la marina francese poteva schierare più di cento navi, come le marine inglesi ed olandesi. Ma con l'accumularsi di guerre terrestri sul continente, il periodo della Régence e il regno di Luigi XV non videro la continuazione degli sforzi dei periodi precedenti, il paese dedicando la maggior parte delle sue spese militari per l'esercito di terra, e la marina reale progressivamente non poté più competere con quella britannica.
L'azione del ministro Choiseul per rinnovare la marina dopo la guerra dei sette anni diede un nuovo impulso alla Marine royale che partecipò efficacemente alla guerra d'indipendenza delle tredici colonie americane dalla Gran Bretagna con per esempio la battaglia di Chesapeake. Durante la Rivoluzione francese, cambiò nome per diventare la Marine de la République. Una delle conseguenze di questo cambiamento fu la radiazione dalla marina di numerosi ufficiali, rimasti leali al Re, e quindi un calo importante nella qualità dell'istituzione e nella sua efficienza. Nelle guerre immediatamente successive alla sua creazione, quelle napoleoniche, la Marine fu ampiamente surclassata dalla Royal Navy britannica, che le inflisse pesanti sconfitte (Trafalgar) e dominò i mari e gli oceani per tutto il periodo napoleonico. Napoleone non fornì mai le attenzioni e i finanziamenti necessari alla sua marina di guerra, che rimase sempre indietro rispetto alla sua Grande Armata.
Dopo la caduta di Napoleone, la lunga era della rivalità anglo-francese sui mari iniziò a chiudersi e la Marina francese divenne più di uno strumento per l'espansione coloniale. Durante la guerra d'indipendenza greca, le flotte delle due nazioni combatterono insieme nella battaglia di Navarino, e per tutto il resto del secolo si comportarono generalmente in modo da spianare la strada all'Entente Cordiale.
L'Ottocento corrispose a un periodo di riarmamento e ammodernamento della flotta, che divenne lo strumento principale dell'espansionismo coloniale francese. La flotta francese tornò ad essere la seconda più potente al mondo dopo quella britannica. 
Nel 1870, anno della proclamazione della Terza Repubblica, la marina francese assunse il nome di Marine nationale.

### La prima guerra mondiale
La Marine nationale non prese parte a guerre rilevanti sul piano navale, limitandosi a sostenere l'imperialismo coloniale francese, fino alla prima guerra mondiale, dove aiutò la Royal Navy a contenere la Kaiserliche Marine tedesca nell'Atlantico, mentre nel Mediterraneo poté disimpegnarsi in quanto la Regia Marina italiana era più che sufficiente contro la piccola flotta austriaca. Partecipò comunque ad azioni nel Mediterraneo Orientale contro la flotta ottomana e come sostegno allo sbarco di Gallipoli. Nel dopoguerra, la Conferenza navale di Washington limitò il potere navale francese, equiparandolo a quello italiano e ponendolo molto al di sotto di quello statunitense, inglese e giapponese.

### La seconda guerra mondiale
Durante la seconda guerra mondiale la storia della Marine nationale fu travagliata. Prima dell'inizio della guerra, essa era la 4ª marina militare mondiale e tra le più moderne (la maggior parte della flotta era stata messa in servizio dopo il 1926; essa constava di 176 navi militari principali per un tonnellaggio di 554 442 tonnellate a cui si aggiungevano altre 117 navi più piccole o ausiliarie per un tonnellaggio di 240 000 tonnellate.
Durante la strana guerra e poi la campagna di Francia, essa fu poco utilizzata e, dopo la resa del giugno 1940 della Francia alla Germania nazista, passò sotto l'"Etat français" (ovvero la Francia di Vichy) e teoricamente uscì dalla guerra.
All'epoca la flotta era rimasta quasi completamente intatta, avendo partecipato a poche campagne militari. Ma gli inglesi temettero che la flotta francese fosse incorporata alla Regia Marina o alla Kriegsmarine, pertanto tentarono di giocare d'anticipo (Operazione Catapult) e tentarono di far approdare in porti inglesi il maggior numero possibile di navi da battaglia francesi per continuare ad usarle nel conflitto, atto che portò a varie situazioni di tensione, perfino con affondamenti da parte britannica di navi francesi il 3 luglio 1940.

### Il dopoguerra e la ricostruzione
Alla fine della seconda guerra mondiale, la Marine nationale conta più di 300 navi vecchie e disparate, delle quali circa 200 provengono dalle flotte Alleate (britannica e statunitense) e le rimanenti risalgono a prima della guerra. La Francia ha ereditato dall'Italia alcune navi che appartenevano alla Regia Marina in conto riparazione danni di guerra: gli incrociatori leggeri classe Capitani Romani Attilio Regolo e Scipione Africano, trasformati in cacciaconduttori, i cacciatorpediniere Oriani, Mitragliere, Legionario e Velite e la nave coloniale Eritrea. Il programma di ricostruzione navale molto ambizioso venne rivisto al ribasso per via di motivazioni economiche. Dopo l'ingresso nella NATO nel 1949 e nel quadro del Mutual Defense Assistance Program, la Marine nationale riceve, in prestito o in cessione, diverse navi provenienti dal surplus della flotta statunitense, tra cui 2 portaerei leggere e 14 cacciatorpediniere di scorta della classe Cannon.
Già dagli anni cinquanta cominciano i primi programmi navali per la ricostruzione della flotta con navi e sottomarini di produzione francese.

#### Gliescorteurs

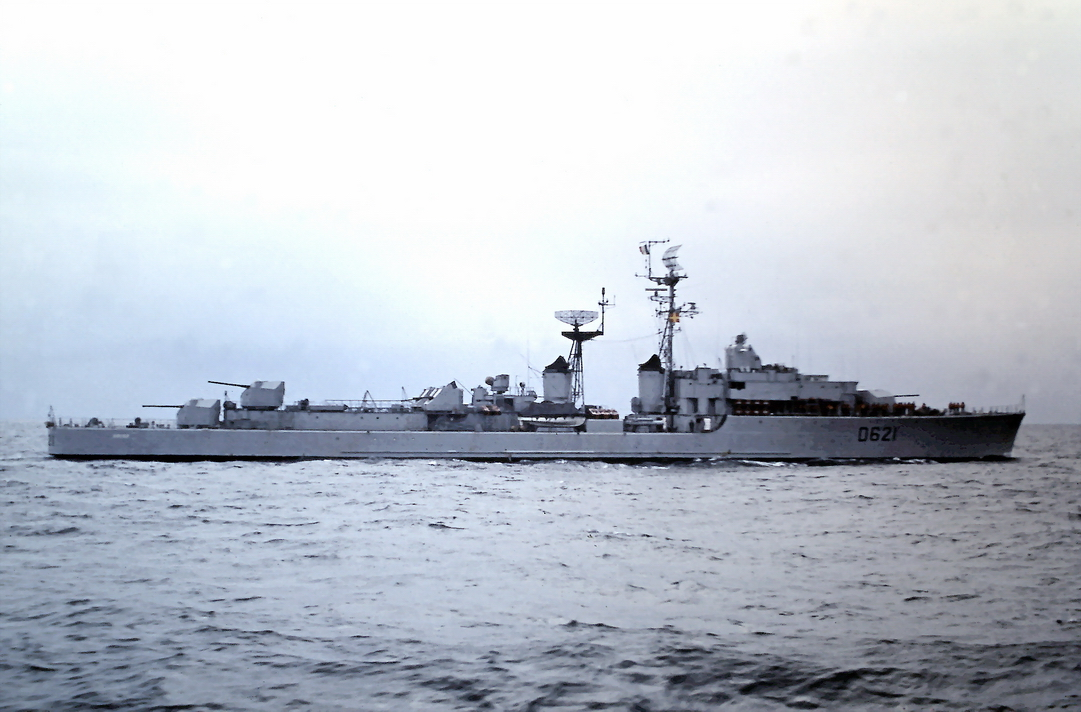
Un escorteurs d'escadre della classe T 47.

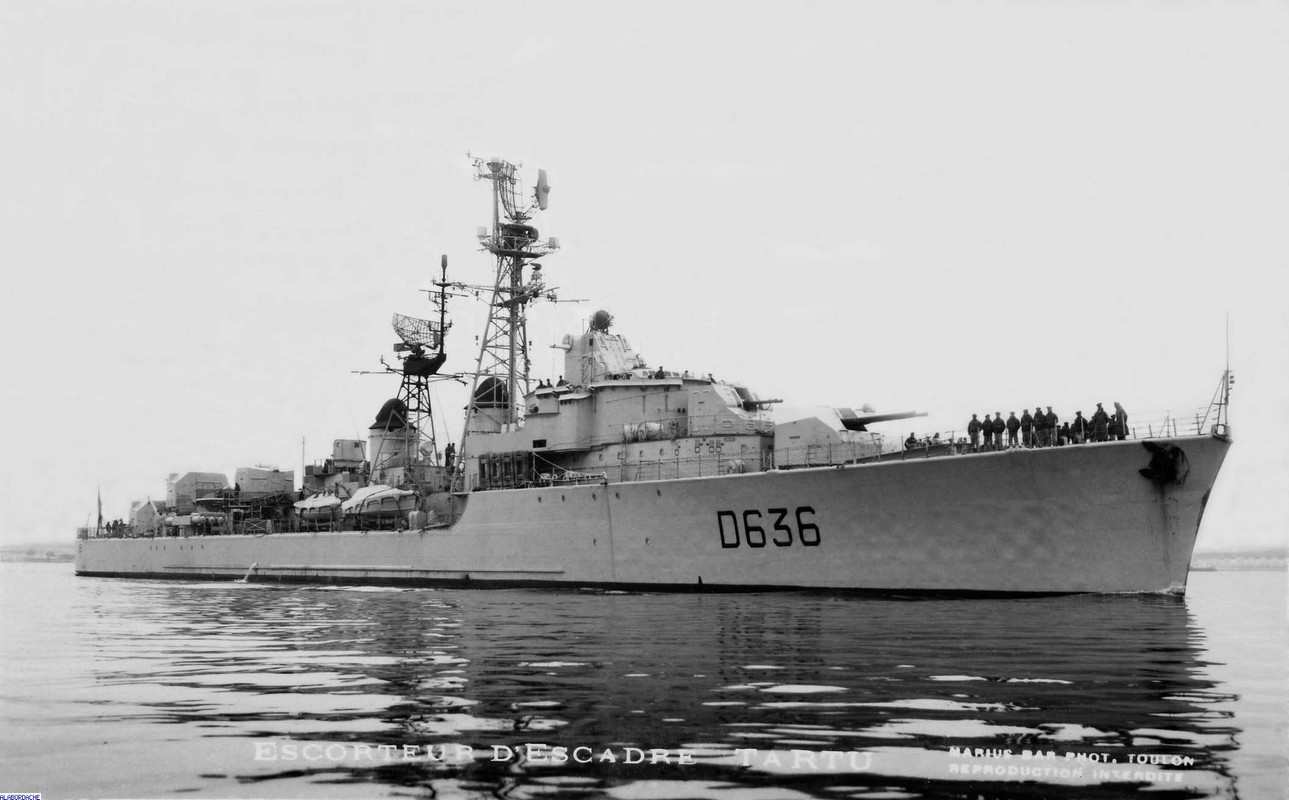
Un escorteurs d'escadre della classe T 53.

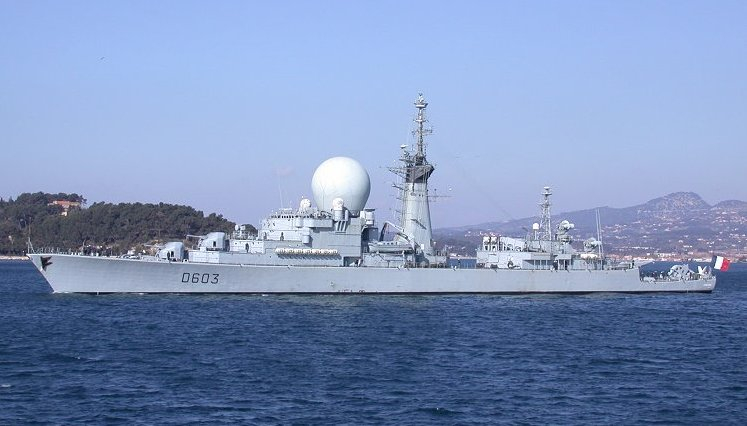
Una fregate de 1^{er} rang della classe Suffren.

Uno dei primi programmi navali prevede la costruzione di una flotta di navi di superficie, la denominazione adottata per queste navi è escorteur (che letteralmente significa [nave] che scorta). Il termine escorteur sostituirà nella terminologia navale francese i precedenti termini di destroyer, contre-torpilleur e torpilleur, che saranno definitivamente abbandonati. In seguito anche il termine escorteur sarà abbandonato, negli anni settanta, a profitto dei termini fregata, avviso e pattugliatore.

L'ingresso della Francia nella NATO e l'adozione del pennant number permette di classificare e comparare, con le altre marine militari, le differenti classi di navi francesi, a prescindere dalla denominazione specifica data dalla Marine nationale.

Gli escorteurs saranno declinati in 4 versioni:
- gli escorteurs d'escadre (12 classe T 47, 5 classe T 53, 1 classe T 56), navi contraddistinte dal pennant number D ed equiparabili a dei cacciatorpediniere;
- gli escorteurs rapides (4 type E50 e 14 type E52), navi contraddistinte dal pennant number F ed equiparabili a delle fregate[7];
- gli avisos escorteurs (9 classe Commandant Rivière), navi contraddistinte dal pennant number F ed equiparabili a degli avvisi;
- gli escorteurs côtiers (3 classe Le Fougueux e 11 classe L'Adroit), navi contraddistinte dal pennant number P ed equiparabili a dei pattugliatori.

Alla fine degli anni sessanta, la Francia lancia una nuova serie di fregates de 1er rang per sostituire gli escorteurs d'escadre :
- classe Suffren - type F60 FLE - Frégates Lance-Engins[9]
- Aconit (D 609) - type C65 ASM - Corvette Anti-Sous-Marines[10]
- classe Tourville - type F67 ASM - Frégates Anti-Sous-Marines
- classe Cassard - type F70 FAA - Frégates Anti-Aériennes
- classe Georges Leygues - type F70 ASM - Frégates Anti-Sous-Marines

Gli escorteurs rapides furono dismessi tra il 1975 e il 1985 e sostituiti dalle fregates de 2ème rang della classe Floréal e della classe La Fayette a partire dagli anni novanta.

Gli avisos escorteurs furono dismessi tra il 1988 e il 1996 e sostituiti dagli avvisi della classe d'Estienne d'Orves a partire dagli anni settanta.

Gli escorteurs côtiers furono dismessi tra il 1975 e il 1983.

#### Le portaerei

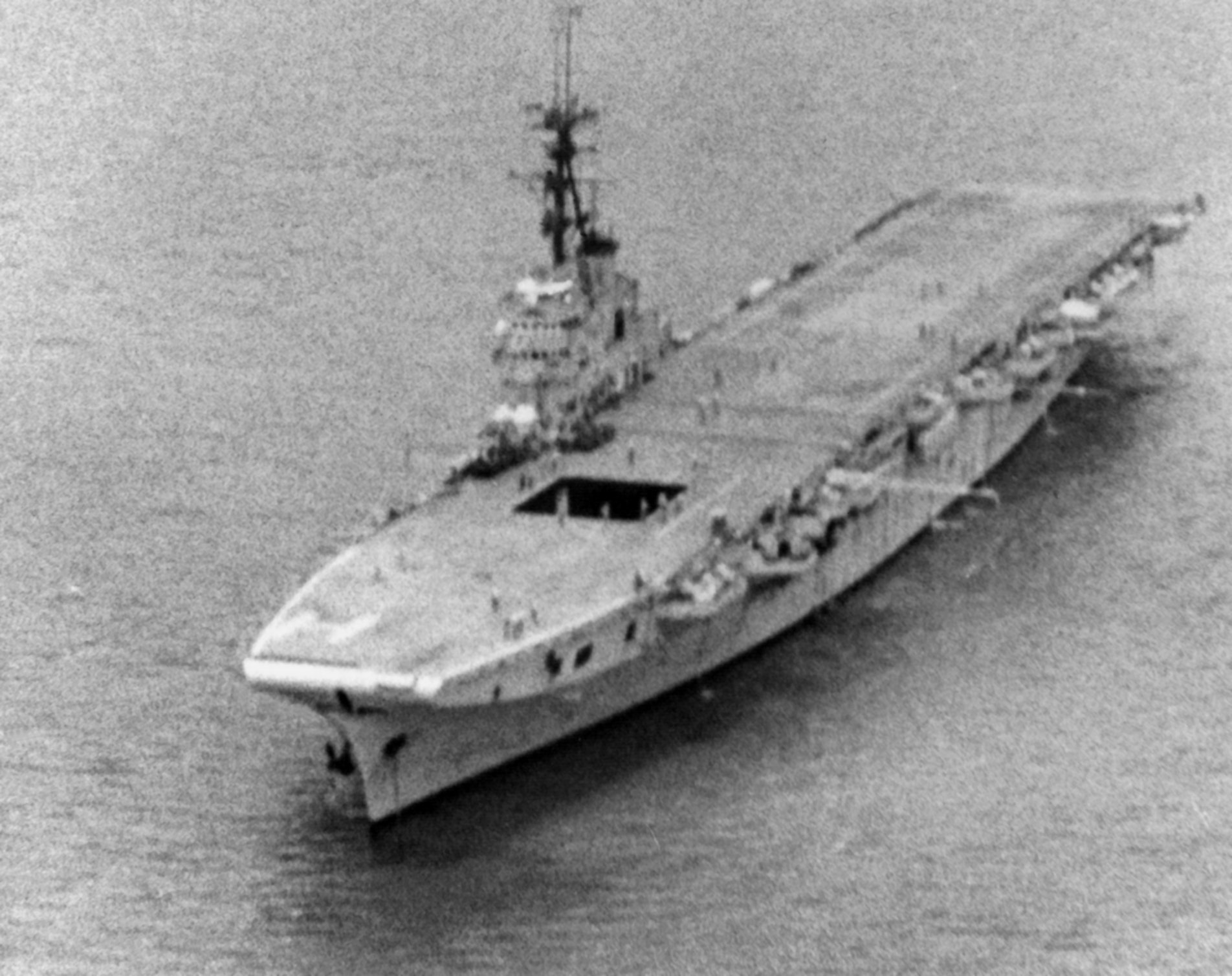
La portaerei Arromanches

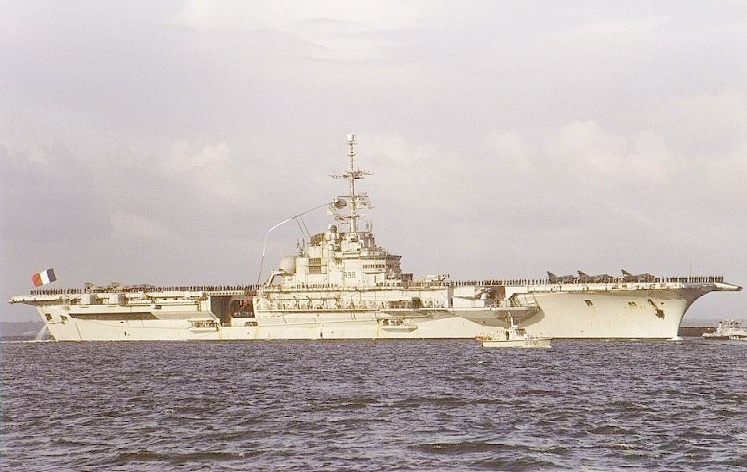
La portaerei Clemenceau

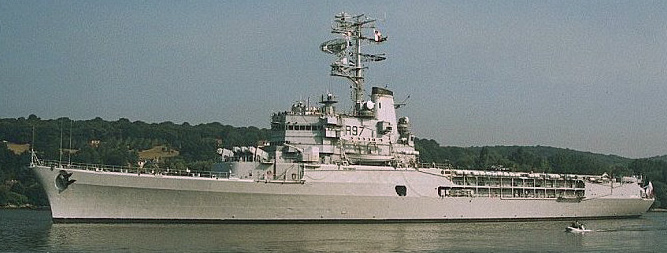
La portaelicotteri Jeanne d'Arc

La Marina francese ha avuto 8 portaerei nel corso della sua storia: la Béarn, la Dixmude, la Arromanches, la La Fayette, la Bois Belleau la Clemenceau, la Foch e la Charles de Gaulle.
La storia delle portaerei francesi è strettamente legata allo sviluppo dell'Aéronautique navale a partire dall'inizio del XX secolo. La prima portaerei francese entra in servizio nel 1928, tuttavia, nel 1911, con la trasformazione dell'incrociatore Foudre in nave appoggio idrovolanti (il primo della storia), la Marine si dota dell'aviazione imbarcata; a questa nave, in servizio dal 1911 al 1921, seguirà una seconda nave appoggio idrovolanti, la Commandant Teste, in servizio tra il 1932 e il 1942.
- La Béarn, 1928-1939, è la prima portaerei, si trattava in origine di una nave da battaglia della classe Normandie da 25.000t, impostata nel 1914 e convertita in portaerei nel 1928; era capace di accogliere 30 aerei.
- La Dixmude, 1945-1949, è la seconda portaerei, si trattava di una portaerei di scorta britannica della classe Avenger da 13.000t, la HMS Biter (D97); era capace di accogliere 16 aerei.
- La Arromanches, 1946-1978, è la terza portaerei, si trattava di una portaerei leggera britannica della classe Colossus da 14.000t, la HMS Colossus (R15) costruita nel 1944; era capace di accogliere 26 aerei[12].
- La La Fayette, 1951-1962, è la quarta portaerei, si trattava di una portaerei leggera statunitense della classe Independence da 11.000t, la USS Langley (CVL-27) costruita nel 1944; era capace di accogliere 26 aerei[13].
- La Bois Belleau, 1953-1959, è la quinta portaerei, si trattava di una portaerei leggera statunitense della classe Independence da 11.000t, la USS Belleau Wood (CVL-24) costruita nel 1943; era capace di accogliere 26 aerei[14].
- La Clemenceau, 1961-1997, è la sesta portaerei, si trattava della prima portaerei francese, costruita a Brest, della classe Clemenceau da 24.000t; era capace di accogliere 36 aerei[15].
- La Foch, 1963-2000, è la settima portaerei, si trattava della seconda portaerei francese, costruita a Saint Nazaire, della classe Clemenceau da 24.000t; era capace di accogliere 36 aerei[16].
- La Charles de Gaulle, 2001-in servizio, è l'ottava portaerei, si tratta della prima portaerei francese a propulsione nucleare, costruita a Brest da 42.000t; è capace di accogliere 40 aerei.

Nel periodo tra l'inizio degli anni 50 e la fine degli anni 80, la Marine Nationale disponeva contemporaneamente di 3 portaerei, dalla dismissione della Clemenceau nel 1997, la Francia dispone di un'unica portaerei in servizio, Foch, fino al 2000, e la Charles de Gaulle, dal 2001.

Tra i progetti di portaerei rimasti incompiuti:
- la classe Joffre, una classe di due portaerei (Joffre e Painlevé) iniziate nel 1938 e abbandonate nel 1940.
- la classe Clemenceau, un progetto di una portaerei iniziato nel 1947 e abbandonato nel 1949.
- la Verdun, un progetto di una portaerei abbandonato nel 1961, essa doveva essere la terza portaerei, a complemento delle due della classe Clemenceau, specificamente concepita per imbarcare l'arma nucleare.
- la PA 2 (nome provvisorio Porte-Avions 2), una superportaerei per dotare la Francia di una seconda portaerei; il progetto, dapprima sospeso nel 2009 è stato poi cancellato nel 2013.

Infine, un'altra portaeromobili, oltre alle citate 8 portaerei e alle 2 porta idrovolanti, fu la portaelicotteri Jeanne d'Arc, in servizio tra il 1964 e il 2010; da segnalare il progetto abbandonato PH 75 volto alla realizzazione di due portaelicotteri a propulsione nucleare.

#### I sottomarini

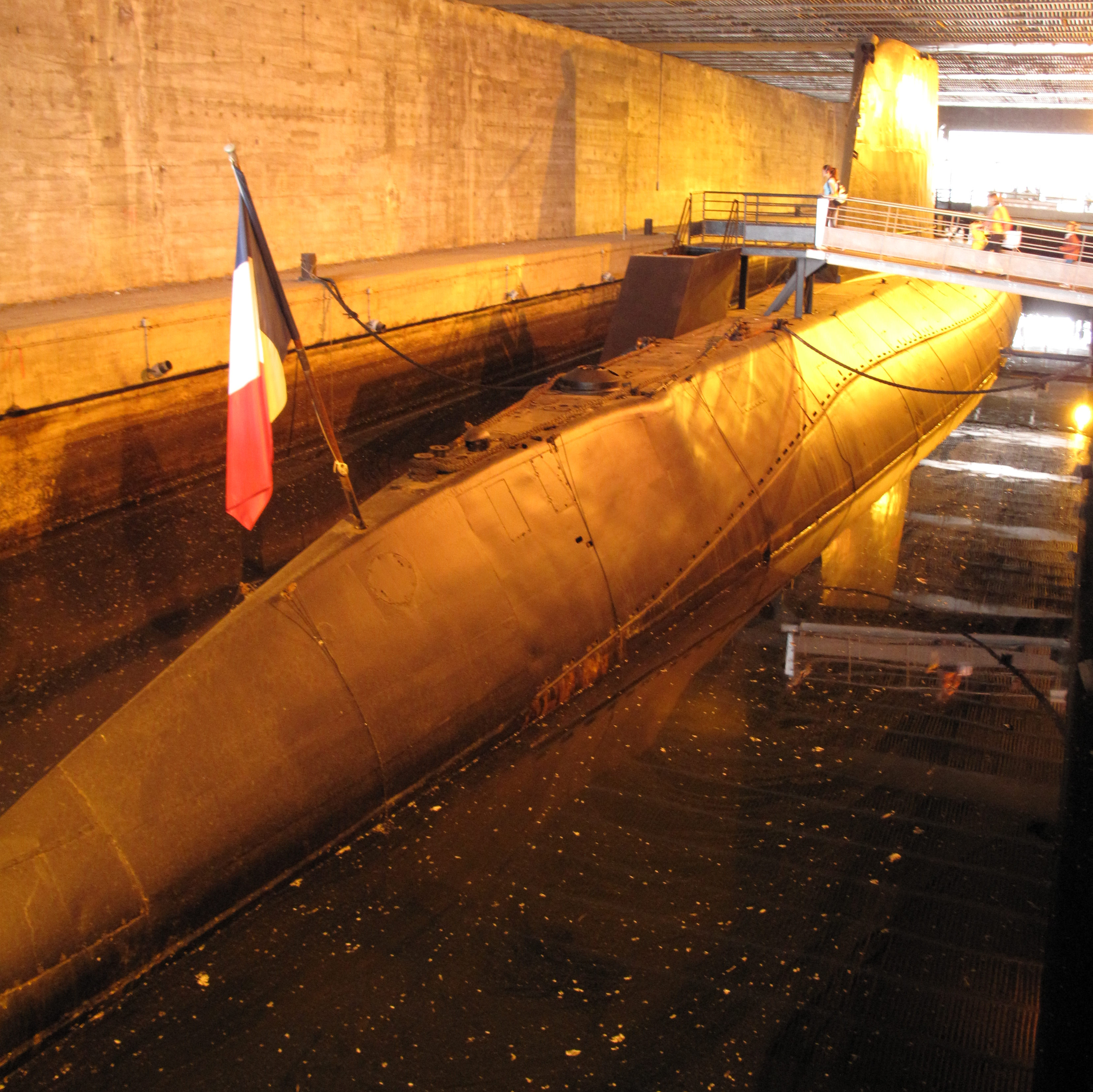
Il sottomarino della.

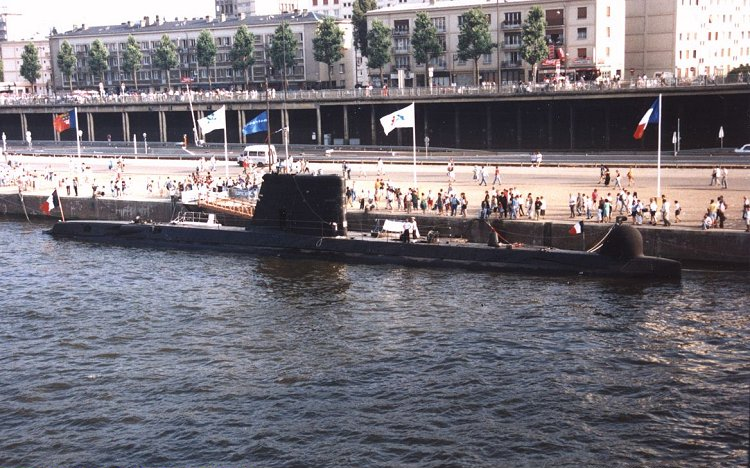
Il sottomarino della.

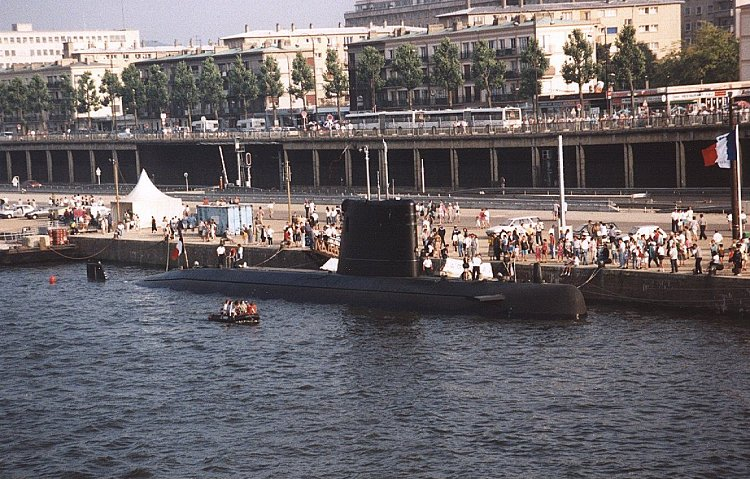
Il sottomarino della.

Al termine della seconda guerra mondiale la Francia si ritrovava quasi completamente sprovvista di sottomarini e con un sensibile gap tecnologico da colmare. L'occupazione tedesca aveva impedito qualsiasi attività di sviluppo nel settore e le principali infrastrutture risultavano pressoché distrutte.
Ciò nonostante, l'impegno francese per recuperare il divario rispetto alle altre superpotenze fu estremamente efficace e già nei primi anni cinquanta era iniziato lo sviluppo di unità dotate di propulsione nucleare privilegiando, contrariamente ad altri paesi, gli SSBN rispetto agli SSN, il primo sottomarino nucleare sperimentale fu il Gymnote (negli anni sessanta). Nel 1971 entrò in servizio la prima unità nucleare della classe Le Redoutable, composta complessivamente da 6 unità, sostituite solo a partire dal 1997 dai sottomarini della classe Le Triomphant. Contrariamente alla Royal Navy la Marine nationale non equipaggiò i propri SSBN con missili di fabbricazione statunitense ma sviluppò un proprio sistema d'arma (missili M1, M2, M20, M4, M45 e M51). A partire dal 1983 gli SSBN francesi furono affiancati dagli SSN della Rubis che a partire dal 2017 saranno sostituiti dagli SSN della Suffren.
Nel 1951 l'impostazione del primo sottomarino in Francia dopo la seconda guerra mondiale; nel 1954 iniziò la costruzione della prima unità della classe Narval, una classe di SSK composta da 6 sottomarini, la prima unità entrò in servizio nel 1959 e l'ultima fu disarmata nel 1986.
Nel 1957 iniziò la costruzione della prima unità della classe Aréthuse, una classe di SSK composta da 4 sottomarini, la prima unità entrò in servizio nel 1959 e l'ultima fu disarmata nel 1981.
Nel 1959 iniziò la costruzione della prima unità della Classe Daphné, una classe di SSK composta da 11 sottomarini, la prima unità entrò in servizio nel 1964 e l'ultima fu disarmata nel 1997.
Nel 1969 iniziò la costruzione della prima unità nucleare della classe Le Redoutable, una classe di SSBN composta da 6 sottomarini, la prima unità entrò in servizio nel 1971 e l'ultima fu disarmata nel 2008.
Nel 1974 iniziò la costruzione della prima unità della classe Agosta, una classe di SSK composta da 4 sottomarini, la prima unità entrò in servizio nel 1977 e l'ultima fu disarmata nel 1991.
Nel 1976 iniziò la costruzione della prima unità della classe Rubis, una classe di SSN composta da 6 sottomarini, la prima unità entrò in servizio nel 1983 e, al 2017, risultano tutti ancora in servizio attivo.
Nel 1994 iniziò la costruzione della prima unità della classe Le Triomphant, una classe di SSBN composta da 4 sottomarini, la prima unità entrò in servizio nel 1997 e, al 2017, risultano tutti ancora in servizio attivo.
Nel 2007 è iniziata la costruzione della prima unità della classe Suffren, una classe di SSN composta da 6 sottomarini, la prima unità è entrata in servizio nel 2019.

### La forza di dissuasione

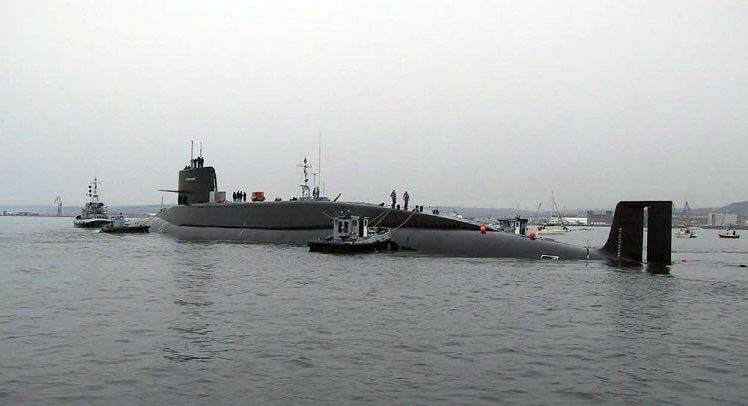
Il sottomarino nucleare.

Dopo la fine della guerra, la Marine nationale, nell'ambito della politica di autonomia francese rispetto alle superpotenze Stati Uniti e Unione Sovietica, si dotò di sottomarini nucleari capaci di lanciare missili con testate atomiche.

### Dopo la guerra fredda
| Tipo unità         | 1960 | 1970 | 1980 | 1990 | 2000 | 2010 | 2014 | 2016 | 2025 |
| ------------------ | ---- | ---- | ---- | ---- | ---- | ---- | ---- | ---- | ---- |
| Portaerei          | 3    | 3    | 2    | 2    | 1    | 1    | 1    | 1    | 1    |
| Incrociatori       | 5    | 2    | 2    | 2    | 1    | 1    | 0    | 0    | 0    |
| Cacciatorpediniere | 19   | 19   | 19   | 17   | 13   | 13   | 10   | 10   | 2    |
| Fregate            | 18   | 18   | 5    | 0    | 10   | 11   | 11   | 11   | 13   |
| Cacciamine         | 37   | 9    | 19   | 24   | 13   | 9    | 9    | 9    | 13   |
| Pattugliatori      | 14   | 15   | 21   | 15   | 18   | 20   | 14   | 12   | 22   |
| Navi anfibie       | 7    | 7    | 9    | 9    | 9    | 9    | 5    | 4    | 3    |
| SSBN               | 0    | 0    | 5    | 6    | 4    | 4    | 4    | 4    | 4    |
| SSN                | 0    | 0    | 0    | 4    | 6    | 6    | 6    | 6    | 5    |
| SSK                | 19   | 20   | 22   | 13   | 2    | 0    | 0    | 0    | 0    |

## Missioni
La Francia, includendo anche l'oltremare, ha 7.000 km di coste e più di 11 milioni di km² di zona economica esclusiva e la Marine nationale ha il compito di controllare questo spazio nelle sue tre dimensioni (sotto il mare, sul mare e sopra il mare).

### Funzioni strategiche
La Marine nationale contribuisce alla strategia di difesa della Francia che è organizzata su 5 funzioni strategiche:
La conoscenza e l'anticipazione
La dissuasione
Essa è strettamente difensiva e consiste nel far temere, a chiunque volesse attentare agli interessi vitali della Francia, una risposta assoluta con armi nucleari.
La protezione
Essa è generalmente effettuata attraverso l'Action de l'État en mer.
La prevenzione
L'intervenzione
Essa è generalmente effettuata attraverso missioni non permanenti, in particolare le opérations extérieures «opex».

### Missioni e operazioni della Marine
Nello specifico, per la Marine nationale si tratta di condurre:
Missioni permanenti
- Dissuasione
- Conoscenza e anticipazione
- Prevenzione (pre-posizionamento)
- Postura permanente di salvaguardia marittima (PPSM)[33] (Défense maritime du territoire (DMT) e Action de l'État en mer (AEM))

Missioni non permanenti
- Operazioni di gestione di crisi
- Operazioni di coercizione maggiore

## Organizzazione
La Marine nationale è costituita di reparti ripartiti tra:
- lo Stato Maggiore della Marina (EMM);
- le forze navali (FAN, FOST, AVIA e FORFUSCO);
- i comandi marittimi a competenza territoriale;
- i servizi;
- gli organismi di formazione del personale.

### Comando
Per eseguire le sue attribuzioni organiche il suo ruolo di consigliere del Capo di Stato Maggiore delle Armate (CEMA), il Capo di Stato Maggiore della Marina (CEMM), assistito dal Major général de la Marine (MGM) dispone dello Stato Maggiore della Marina (EMM), incaricato di definire e far applicare la politica generale della Marine.
Il comando degli elementi della Marine si esercita attraverso due canali distinti: il comando operativo, incaricato della condotta dell'azione militare, e il comando organico, incaricato della preparazione delle forze.

#### Comandi operativi
I comandi operativi sono organizzati in diverse zone marittime (e 3 prefetture marittime) che assumono il controllo operativo delle forze navali impiegate nella loro zona di competenza.
- nel territorio metropolitano:
  - Zona marittima e prefettura marittima dell'Atlantico (CECLANT), di base a Brest;
  - Zona marittima e prefettura marittima della Manica e del Mare del Nord (COMAR MANCHE), di base a Cherbourg;
  - Zona marittima e prefettura marittima del Mediterraneo (CECMED), di base a Tolone;
- nei territori d'oltremare:
  - (fr) COMSUP FAA della ZPR delle Antille[38], di base a Fort-de-France (Martinica);
  - (fr) COMSUP FAG della ZPR della Guyana francese, di base a Dégrad des Cannes (Guyana francese);
  - (fr) COMSUP FAZOI della ZPR del Sud dell'Oceano Indiano[39], di base a Port de la Pointe des Galets (Riunione);
  - (fr) COMSUP FANC della ZPR della Nuova Caledonia[40], di base a Nouméa (Nuova Caledonia);
  - (fr) COMSUP FAPF / ALPACI della ZPR della Polinesia Francese[41], dell'Asia e dell'oceano Pacifico, di base a Papeete (Polinesia Francese);
- all'estero
  - (fr) COMFOR FFEAU / ALINDIEN della ZRP dell'Oceano Indiano e del Medio Oriente, di base ad Abu Dhabi (EAU);
  - (fr) COMFOR DJIBOUTI della ZRP di Gibuti e dell'Africa orientale, di base a Gibuti (Gibuti);
  - (fr) COMELEF EFS della ZRP del Senegal e dell'Africa occidentale, di base a Dakar (Senegal).

#### Comandi organici
La catena di comando organico, posta sotto l'autorità del Capo di Stato Maggiore della Marina (CEMM), è responsabile della preparazione delle forze navali per le loro missioni e anche della disponibilità di attrezzature e formazione. Comprende quattro grandi forze organiche: FAN, FOST, AVIA e FORFUSCO.
Queste quattro grandi forze organiche corrispondono alle principali componenti della Marine:
- la Force d'action navale (FAN), comandata da un vice-amiral d'escadre ALFAN;
- le Forces sous-marines (FSM), comandata da un vice-amiral d'escadre ALFOST;
- l'Aéronautique navale (AVIA), comandata da un contre-amiral ALAVIA;
- la Force maritime des fusiliers marins et commandos (FORFUSCO), comandata da un contre-amiral ALFUSCO.

### Forze
La Marine nationale  è organizzata in 6 componenti o forze:

#### Force d'action navale (FAN)

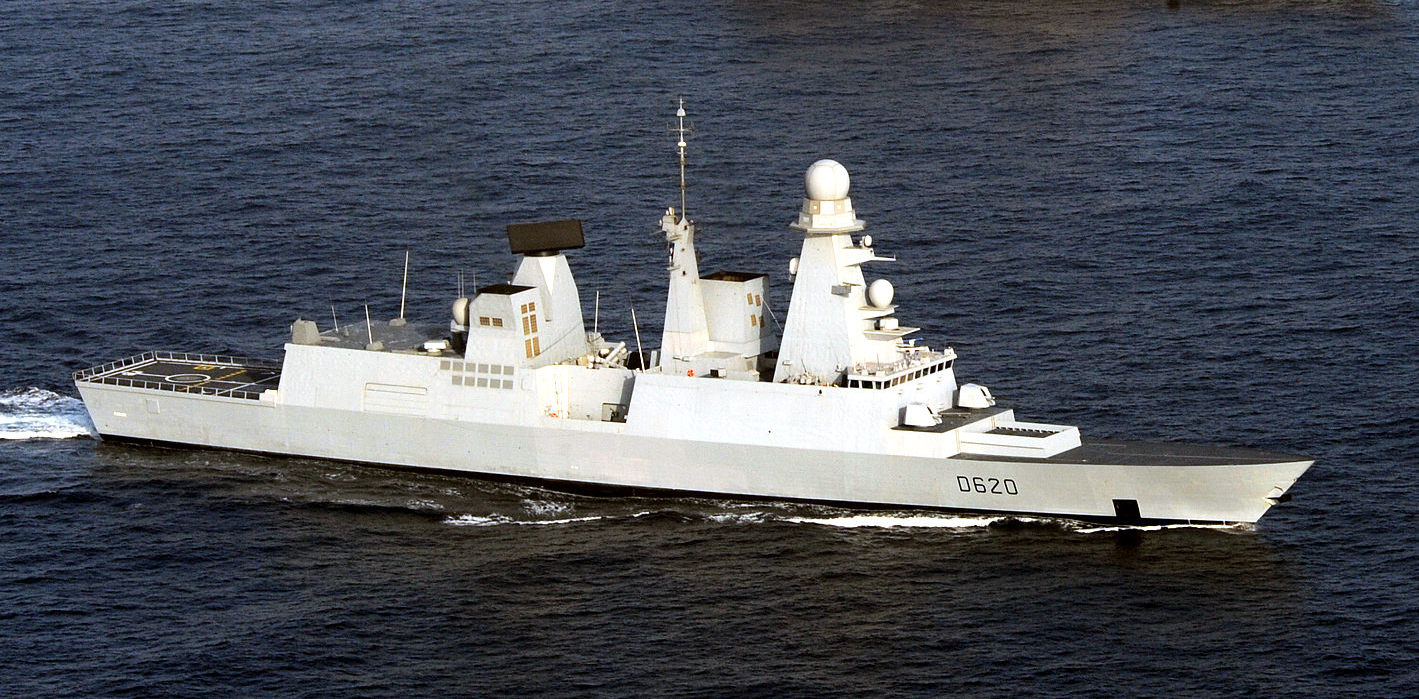
Il cacciatorpediniere della.

La Forza d'azione navale (Force d'action navale – FAN) comprende le forze di superficie. Essa comprende circa 10.500 marinai e 90 navi. Fornisce la maggior parte del contributo della marina alle missioni di prevenzione e di proiezione. Essa è posta sotto il comando di un vice-amiral d'escadre (ALFAN).
Si compone di sette grandi categorie di navi di superficie:
- il gruppo aeronavale e la FANu: la portaerei nucleare Charles de Gaulle e le sue navi di accompagnamento;
- la forza anfibia: le navi di proiezione e comando della classe Mistral e le loro navi di accompagnamento;
- le fregate: fregate anti-aeree (FDA e FAA), fregate anti-sottomarino (FASM), fregate multiruolo (FREMM), fregate leggere stealth (FLF);
- la forza da guerra delle mine: cacciamine (CMT);
- le navi di sovranità: fregate di sorveglianza (FS), navi multiruolo (B2M), avvisi (A69) e pattugliatori (P400 e PLG)[33];
- le navi di sostegno: necessarie alla permanenza della forza navale in mare (BCR);
- le navi di servizio pubblico (pattugliatori di servizio pubblico[45]) e le navi idrografiche e oceanografiche (SHOM).

#### Forces sous-marines (FSM)

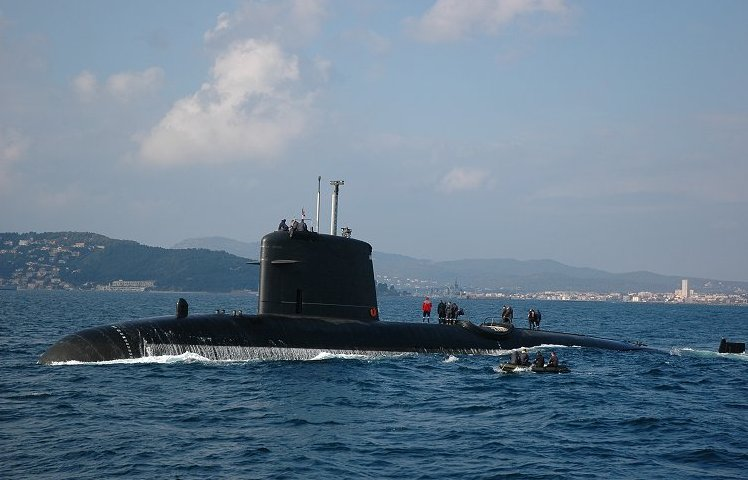
Il sottomarino della.

Le Forze sottomarine (Forces sous-marines – FSM) sono una delle quattro principali componenti della marina francese, questa forza comprende tutti i sottomarini francesi ed è composta da 4.000 marinai. L'insieme delle forze sottomarine sono poste sotto il comando del vice-amiral d'escadre comandante la FOST (ALFOST), il cui stato maggiore è situato nel castello di Brest. Ciascuno dei dieci sottomarini francesi ha due equipaggi (chiamati «Bleu» e «Rouge») per consentire il dispiegamento in mare 200 giorni all'anno.
Le forze sottomarine sono un comando organico e sono composte da:
- la squadriglia di sottomarini nucleari d'attacco (ESNA) con sede nel porto militare di Tolone, sulla costa Azzurra; i sei sottomarini nucleari d'attacco classe Rubis partecipano a missioni di prevenzione, proiezione e protezione.
- la forza oceanica strategica (FOST) basata a Île Longue vicino a Brest in Bretagna; la FOST è la principale componente del deterrente nucleare francese, garantisce la certezza di un secondo attacco (second strike) con una permanenza di uno a due sottomarini di pattuglia in mare. Essa è costituita da quattro sottomarini nucleari lanciamissili balistici (SSBN) della classe Le Triomphant.

#### Aéronautique navale (AVIA)

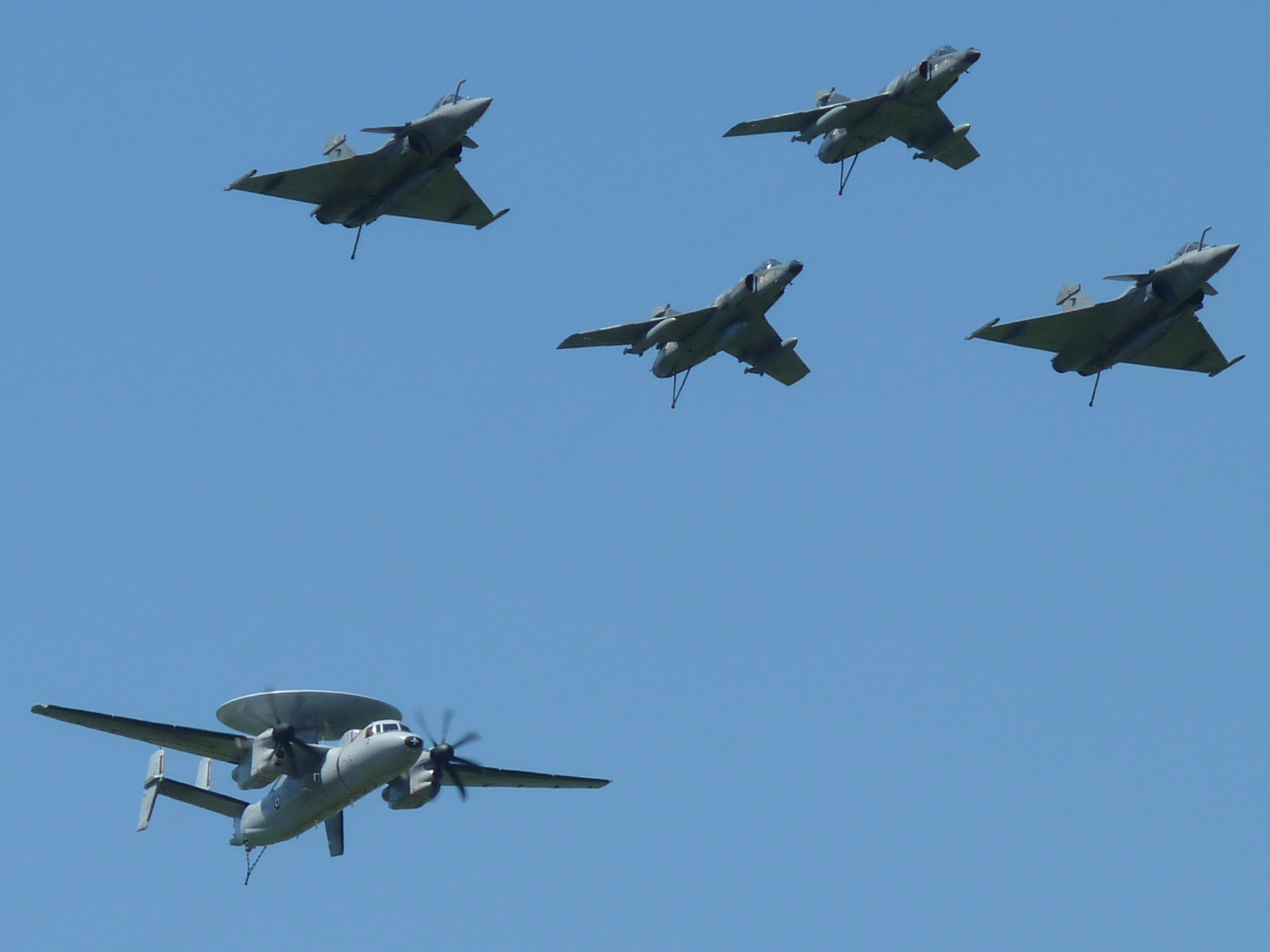
Gli aeromobili del Gaé dell'Aéronavale nel 2010.

La Forza marittima dell'aeronautica navale (Force maritime de l'aéronautique navale, conosciuta anche come Aéronautique navale, Aviation navale o Aéronavale – AVIA) è una forza aeronavale composta da circa 200 aeromobili e 8.800 uomini, distribuiti su quattro basi aeronavali (Base d'aéronautique navale o BAN): Landivisiau, Lann-Bihoué, Hyères Le Palyvestre e Lanvéoc-Poulmic. Essa è posta sotto il comando di un contre-amiral (ALAVIA) basato a Tolone. Essa comprende delle flottilles (4F, 11F, 12F, 17F, 21F, 23F, 24F, 25F, 28F, 31F, 32F, 33F, 34F, 35F e 36F) e delle escadrilles (CEPA/10S, 22S, 50S e 57S).
L'Aéronautique navale è composta da:
- il gruppo aereo imbarcato ("Gaé"), destinato ad armare la portaerei e composto da 3 flottiglie di Rafale M e da 1 flottiglia di E-2C Hawkeye;
- gli elicotteri imbarcati sulle fregate, principalmente Lynx, Panther e Caïman Marine;
- gli elicotteri di servizio pubblico e di salvataggio in mare, basati a terra, principalmente Dauphin;
- gli aerei da pattugliamento marittimo (due flottiglie di Atlantique II) e da sorveglianza marittima (tre flottiglie di Falcon Gardian e Falcon 50M);
- un reparto aereo di collegamento che assicura missioni di trasporto e di addestramento.

#### Fusiliers et commandos (FORFUSCO)

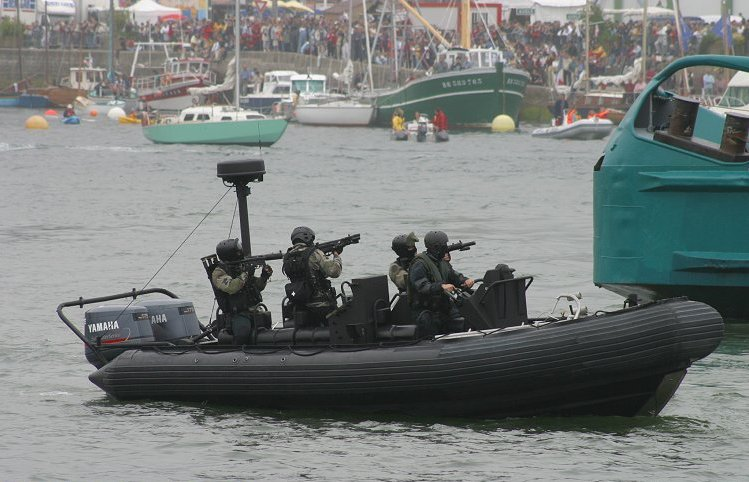
Dimostrazione d'assalto del Commando Jaubert.

La Forza marittima dei fucilieri di marina e dei commando (Force maritime des fusiliers marins et commandos – FORFUSCO) sono delle forze speciali di fanteria di marina composte di fucilieri di marina e commando (fusiliers marins et commandos marine). Il FORFUSCO ha sede a Lorient, consta di 2.300 uomini (militari e civili), ripartiti in 18 unità dislocate su 10 siti in Francia ed è sotto il comando di un contre-amiral (ALFUSCO). Questa forza partecipa a operazioni di terra dal mare, a interventi in mare in missioni di soccorso, a operazioni di forze speciali, a protezione di siti sensibili.
Il FORFUSCO è composto da due componenti:
- i fusiliers marins (fucilieri di marina) constano di 1.500 marinai, ripartiti in 9 unità: 2 gruppi (GFM) basati a Brest e Tolone e 7 compagnie (CIFUSIL) basate a Cherbourg, France Sud, Île Longue, Lanvéoc, Lann-Bihoué, Rosnay, Sainte-Assise;
- i commandos marine sono spesso utilizzati sotto l'autorità del Comando delle operazioni speciali (COS), constano di 650 marinai, ripartiti in 7 commando specializzati, 5 di combattimento e 2 di appoggio basati a Lorient (tranne Hubert basato a Tolone):
  - Commando Jaubert (dal 1944, combattimento: controterrorismo, liberazione ostaggi, assalto in mare),
  - Commando Trepel (dal 1947, combattimento: controterrorismo, liberazione ostaggi, assalto in mare),
  - Commando de Montfort (dal 1947, combattimento: neutralizzazione, osservazione),
  - Commando de Penfentenyo (dal 1947, combattimento: neutralizzazione, osservazione),
  - Commando Hubert (dal 1947, combattimento: antiterrorismo, liberazione ostaggi, azione subacquea, uomini-rana),
  - Commando Kieffer (dal 2008, appoggio: comando, guerra elettronica, cinotecnica, droni e CBRN);
  - Commando Ponchardier (dal 2015, appoggio: alle operazioni, mezzi nautici, terrestri, 3D, armamenti);

#### Gendarmerie maritime

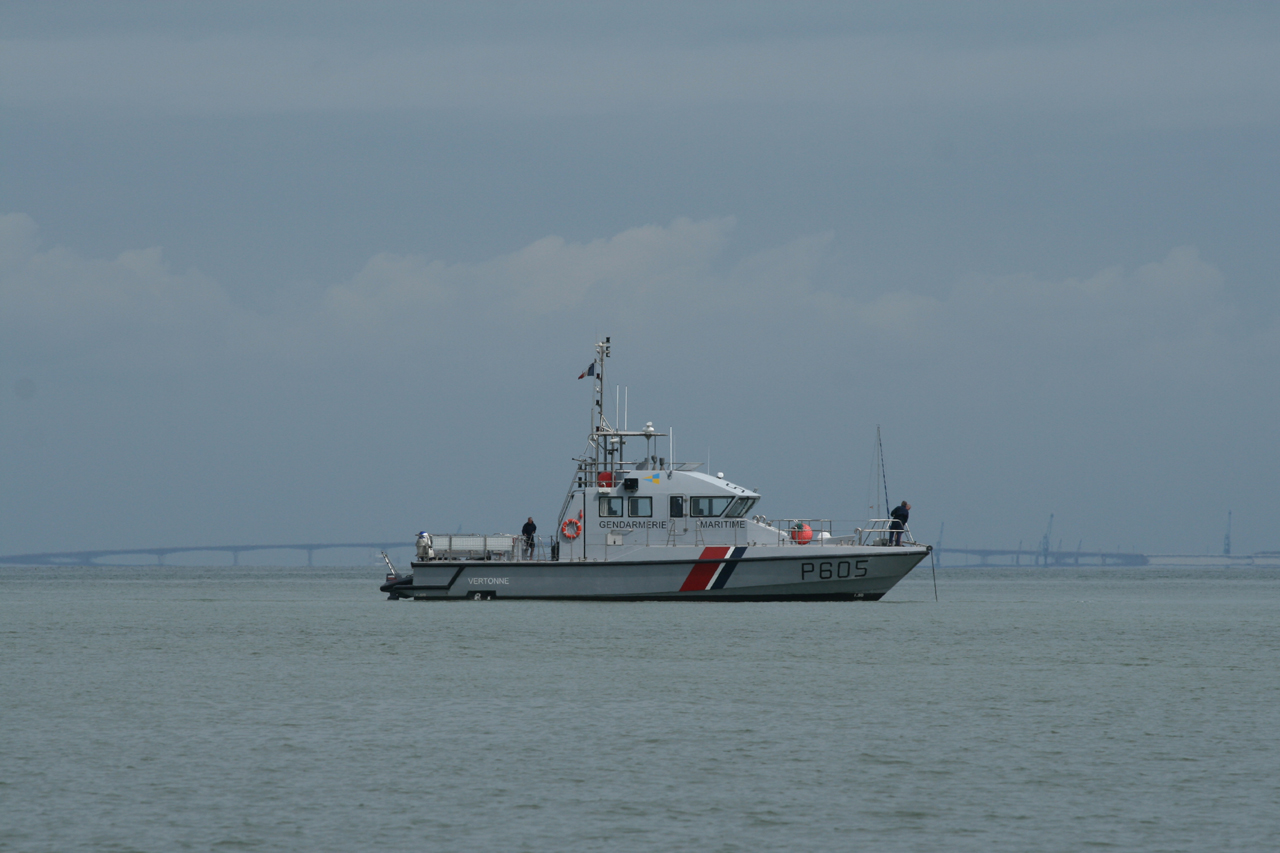
Una Vedette côtière de surveillance maritime (VCSM) della Gendarmerie maritime.

La gendarmeria marittima (Gendarmerie maritime) è una formazione specialistica della Gendarmerie nationale ed è impiegata sotto l'autorità del Capo di Stato Maggiore della Marina. Essa è comandata da un général de division (equivalente a vice-amiral) e si compone di 1.100 uomini e una trentina di pattugliatori e vedette basati in diversi porti della Métropole dell'Outre-mer. Essa svolge:
- missioni di soccorso e di polizia marittima generale nelle acque territoriali e nella ZEE, sotto l'autorità del prefetto marittimo;
- missioni di polizia giudiziaria, sotto l'autorità del procuratore;
- missioni di protezione degli impianti della Marine nationale a terra.

#### Marins-pompiers (BMPM)

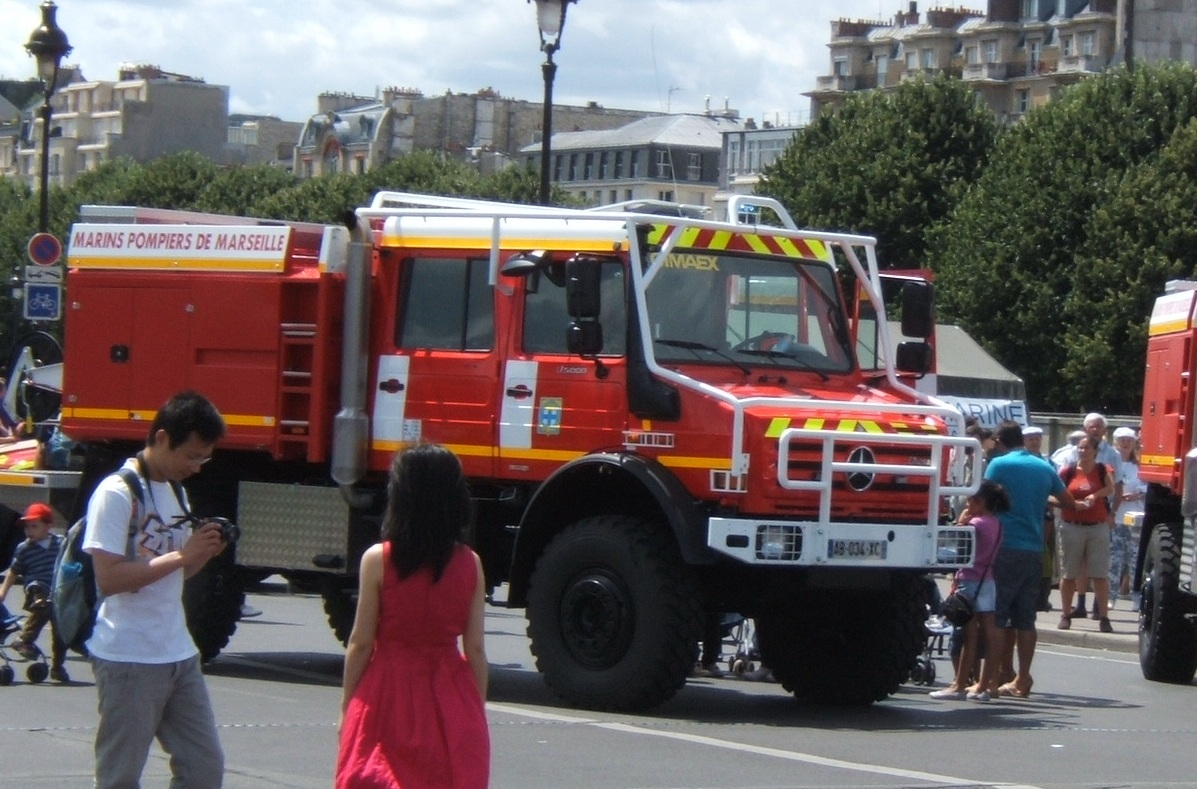
Un'autopompa fuoristrada CCF (Unimog) del Bataillon de marins-pompiers de Marseille.

Il battaglione dei pompieri marini di Marsiglia (Bataillon de marins-pompiers de Marseille – BMPM) è un'unità atipica della Marine nationale ed è comandato da un viceammiraglio. Fuori bilancio, perché finanziata dal comune di Marsiglia è l'unica unità militare sotto l'autorità di un sindaco. Il BMPM è responsabile, sotto la direzione e gli ordini del sindaco di Marsiglia di soccorso tanto contro gli incendi tanto contro pericoli di ogni genere che minacciano la sicurezza pubblica sul territorio del comune, nei porti di Marsiglia e nell'aeroporto di Marsiglia Provenza. Con una forza lavoro di 2.400 persone (di cui 4% delle donne), il BMPM è numericamente la più ampia unità operativa della Marine nationale. Il BMPM ha condotto nel 2008 quasi 120.000 operazioni dei quali più di due terzi di soccorso a vittime.

### Sostegno delle forze
La Marine nationale  dispone anche di diversi servizi di sostegno delle forze:

#### Service logistique de la Marine (SLM)
Il Servizio logistico della Marina (Service logistique de la Marine – SLM) è un servizio costituito in seguito ad una ristrutturazione delle forze armate il 1º gennaio 2010 per raggruppare tutte le attività logistiche e tecniche relative agli arsenali militari (AMF) e al servizio di commissariato marittimo (SCM).

#### Service de soutien de la flotte (SSF)
Il Servizio di supporto della flotta (Service de soutien de la flotte – SSF), creato nel giugno 2000 e composto da 800 uomini, si occupa dell'efficienza e del mantenimento in condizione operativa (MCO) delle unità (navi e sottomarini) della Marine nationale, nonché dei rapporti con le industrie navali.

#### Service hydrographique et océanographique (SHOM)
Il Servizio idrografico e oceanografico della Marina (Service hydrographique et océanographique de la Marine – SHOM) è un ente pubblico amministrativo (EPA), posto sotto la tutela del Ministero della Difesa francese; esso fu creato nel 1971 e dal 2007 è un EPA, la sede è a Brest, impiega più di 500 persone (esclusi gli equipaggi delle navi) ed ha a disposizione 5 navi (2 delle quali congiuntamentente con l'Ifremer).
Lo SHOM è l'erede del primo servizio cartografico ufficiale al mondo (1720, data di creazione del Dépôt des cartes et plans de la Marine).
Lo SHOM svolge 3 attività primordiali:
- un servizio pubblico di idrografia e cartografia marina;
- una missione di sostegno alle forze navali di oceanografia e meteorologia militare;
- una missione di sostegno alle politiche pubbliche del mare e dei litorali.

### Enti di formazione
Gli istituti di formazione sono:

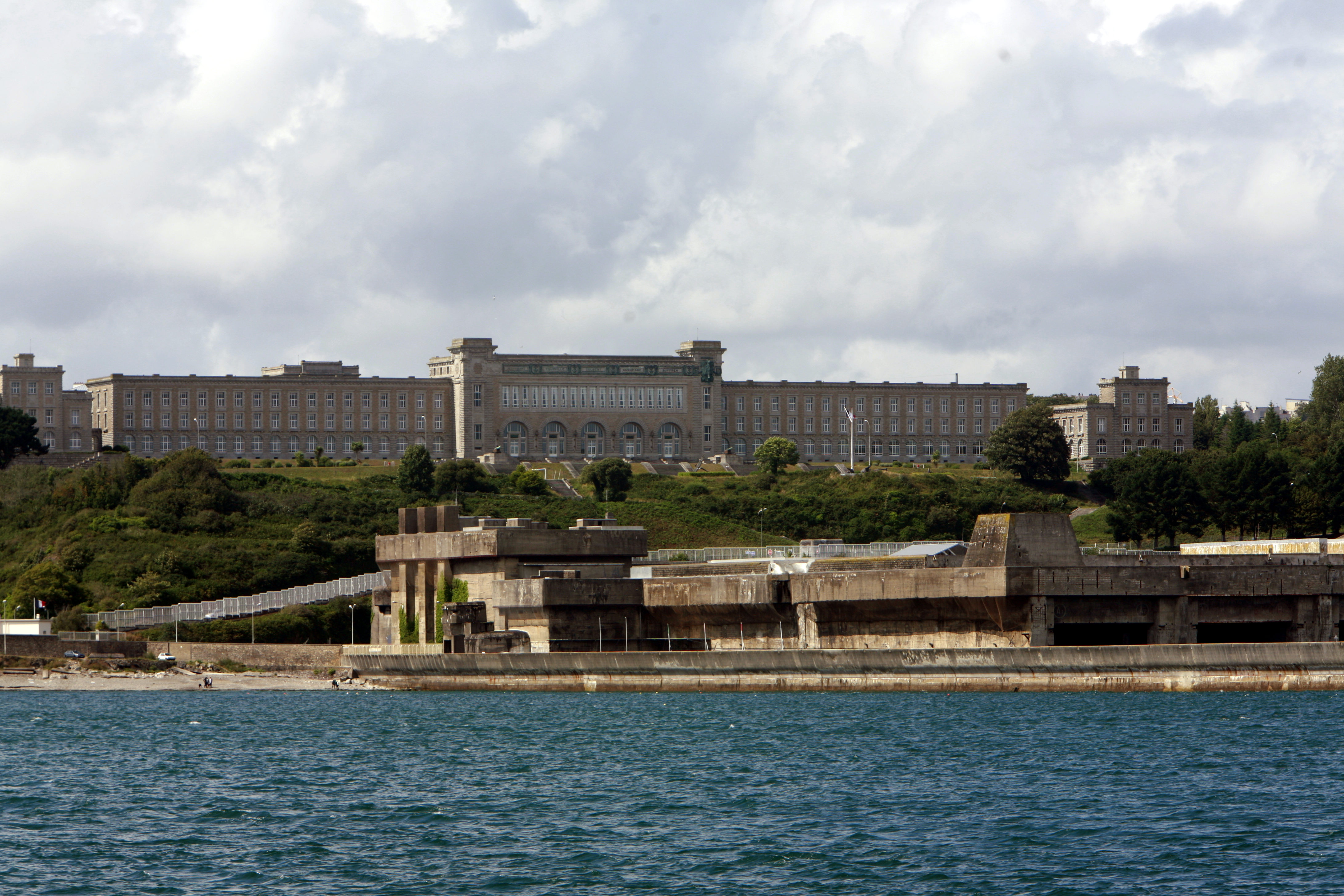
L'École de maistrance (al centro) e la base sommergibili (in basso).

- l'École navale di Lanvéoc, per la formazione degli ufficiali;
  - l'École militaire de la flotte;
  - l'Institut de recherche de l'École navale;
- il Centre d'instruction di Brest, per la formazione iniziale, che comprende:
  - il Lycée naval de Brest, liceo navale e classi preparatorie per le scuole di ufficiali;
  - l'École de maistrance, per la formazione dei sottufficiali (officiers mariniers);
  - l'École des mousses per la formazione dei marinai;
- il Centre d'instruction naval di Saint-Mandrier-sur-Mer, per la formazione di diverse specialità.

### Arsenali

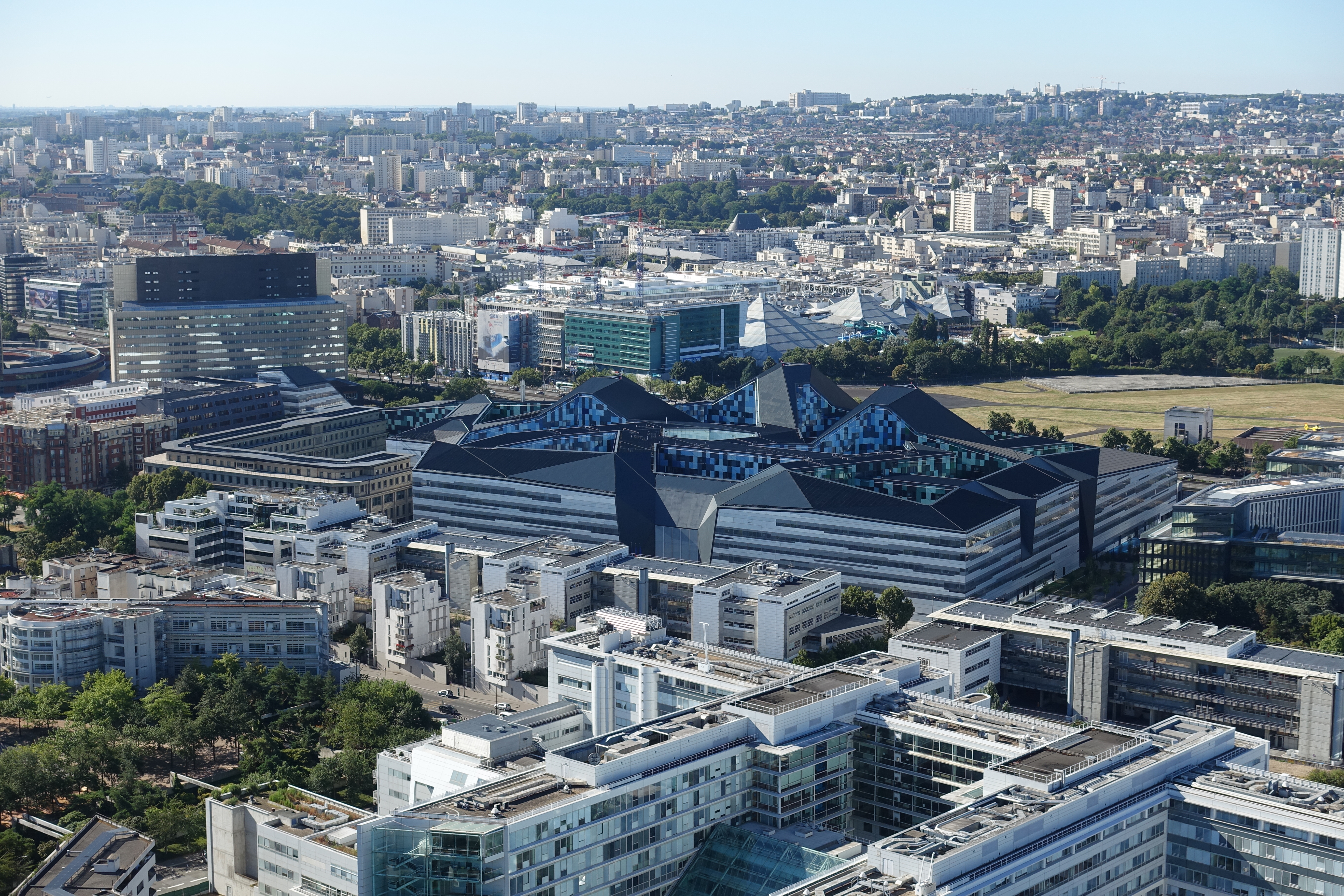
L'Hexagone Balard, sede dello Stato Maggiore della Marina dal 2015

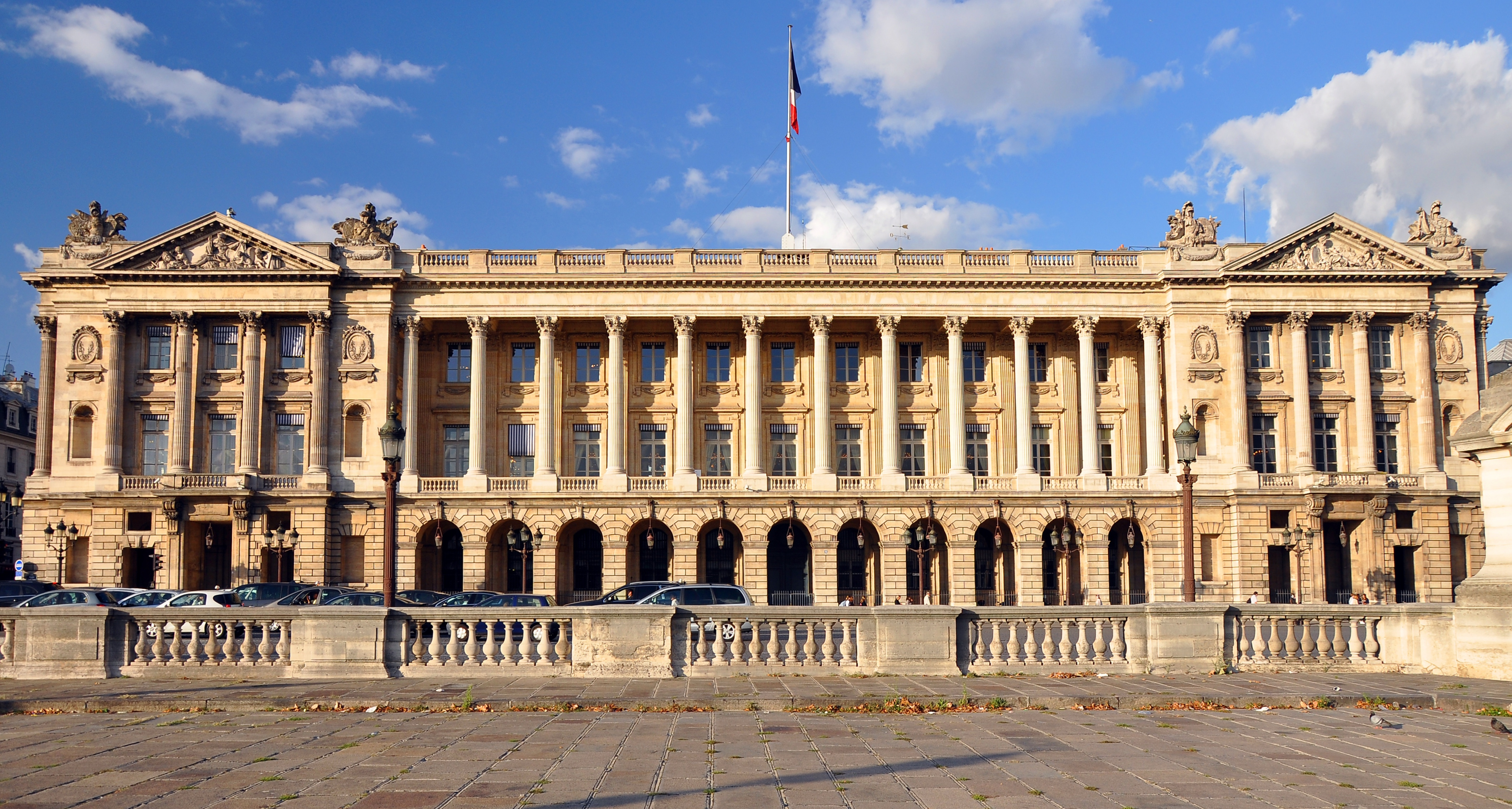
L'Hôtel de la Marine, sede della Marina dal 1789 al 2015

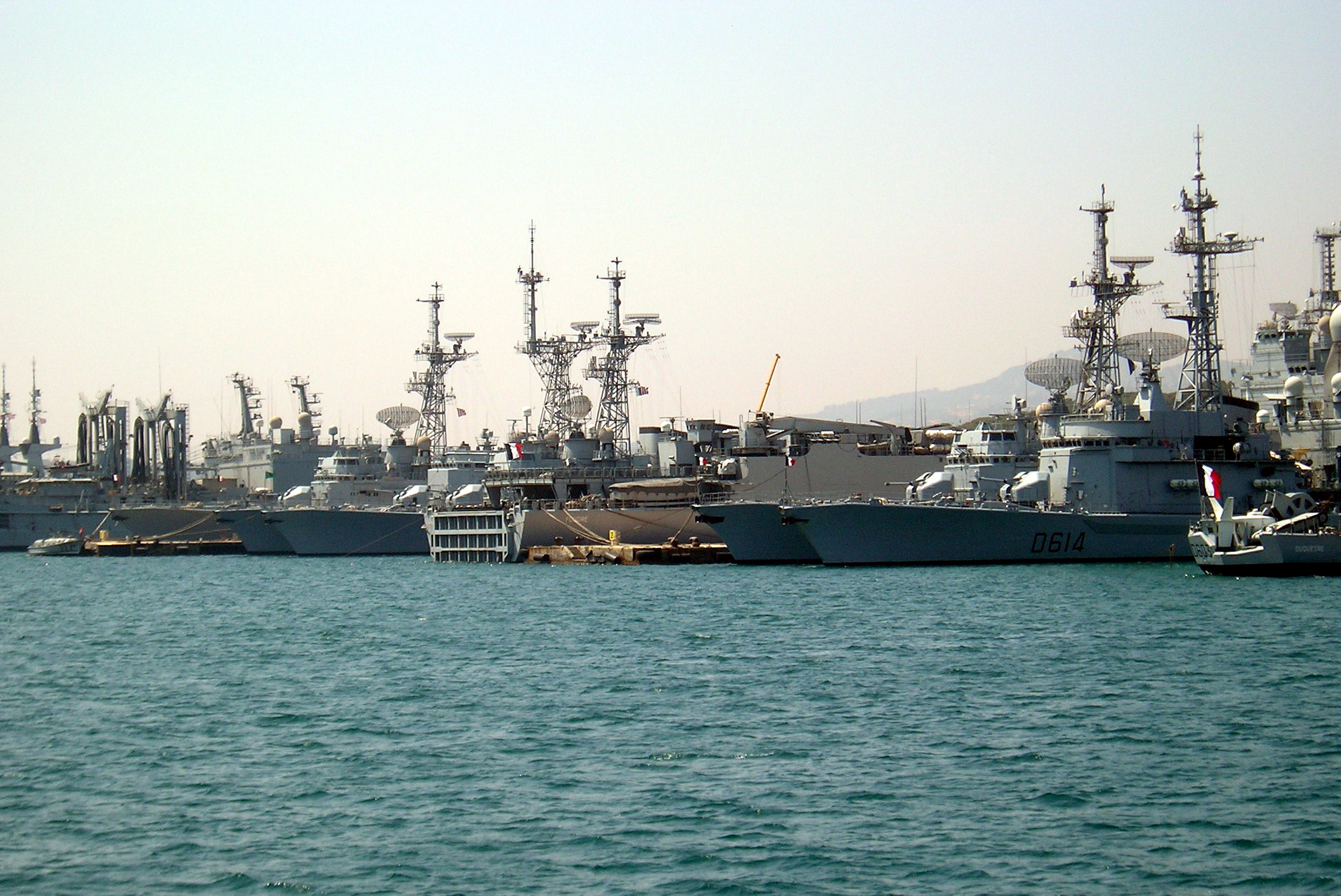
L’arsenale di Tolone

La Marine nationale dispone, al 2016, di diversi porti, arsenali e installazioni in Francia e nel mondo:
stato maggiore della Marina
- Hexagone Balard – sede centrale delle forze armate (EMA, EMAT, EMM, EMAA, DGA e SGA)

Porti militari nella Francia metropolitana
- arsenale di Tolone – principale porto miliare
- arsenale di Brest – secondo porto militare
- arsenale di Cherbourg – terzo porto militare della Métropole

Arsenali nella Francia metropolitana
- Île Longue – base sommergibili SNLE
- Lorient – base del FORFUSCO

Basi aeronavali nella Francia metropolitana
- BAN Hyères Le Palyvestre (Hyères, Var; sull'aeroporto di Tolone-Hyères, LFTH)
- BAN Landivisiau (Landivisiau, Finistère; sull'aeroporto di Landivisiau, LFRJ)
- BAN Lann-Bihoué (Ploemeur, Morbihan; sull'aeroporto di Lorient-Bretagne Sud, LFRH)
- BAN Lanvéoc-Poulmic (Lanvéoc, Finistère; sull'aeroporto di Lanvéoc-Poulmic, LFRL)

Stazioni navali nella Francia d'oltremare (sovranità)
- Saint-Pierre (Saint-Pierre e Miquelon)[56]
- FAA[57] Fort-de-France (Martinica)
- FAG Dégrad-des-Cannes (Guyana francese)
- FAZOI[58] Port de la Pointe des Galets – (Riunione) – terzo porto militare
- FAZOI[58] Dzaoudzi (Mayotte)
- FANC[59] Nouméa Port-de-France (Nuova Caledonia)
- FAPF / Alpaci[60] Papeete (Polinesia Francese)

Stazioni navali all'estero (presenza)
- FFEAU / Alindien Abu Dhabi (Emirati Arabi Uniti) – base interarmi
- FFDj Gibuti (Gibuti) – installazione
- EFS Dakar (Senegal) – installazione

## Flotta
A gennaio 2019, la flotta della Marine nationale si compone di sottomarini nucleari, di navi da combattimento, di navi ausiliarie ed aeromobili:

### Sottomarini
| Le Triomphant |  | Sottomarino nucleare lanciamissili balistici (SSBN) | Le Triomphant (S 616) Le Téméraire (S 617) Le Vigilant (S 618) Le Terrible (S 619) | 1995 1999 2004 2009 | 14 200 t (13 980 long ton; 15 650 short ton) | Île Longue |                                                                             |
| Rubis         |  | Sottomarino nucleare (SSN)                          | Améthyste (S 605) Perle (S 606)                                                    | 1989 1992           | 2 670 t (2 630 long ton; 2 940 short ton)    | Tolone     | saranno sostituiti dalla classe Suffren entro il 2030                       |
| Suffren       |  | Sottomarino nucleare (SSN)                          | Suffren (S 635) Duguay-Trouin (S 636) Tourville (S637)                             | 2020 2023 2024      | 5 100 t (5 020 long ton; 5 620 short ton)    | Tolone     | sono previsti altri 3 battelli per sostituire la classe Rubis entro il 2030 |

### Navi da combattimento
| Classe    | Immagine  | Tipo                     | Navi                     | Anno      | Disl.                                        | Base      | Note      |
| Portaerei | Portaerei | Portaerei                | Portaerei                | Portaerei | Portaerei                                    | Portaerei | Portaerei |
| --------- | --------- | ------------------------ | ------------------------ | --------- | -------------------------------------------- | --------- | --------- |
|           |           | Portaerei nucleare (CVN) | Charles de Gaulle (R 91) | 2000      | 42 000 t (41 340 long ton; 46 300 short ton) | Tolone    |           |

| Classe                 | Immagine               | Tipo                          | Navi                                                | Anno                   | Disl.                                        | Base                   | Note                   |
| Navi da guerra anfibia | Navi da guerra anfibia | Navi da guerra anfibia        | Navi da guerra anfibia                              | Navi da guerra anfibia | Navi da guerra anfibia                       | Navi da guerra anfibia | Navi da guerra anfibia |
| ---------------------- | ---------------------- | ----------------------------- | --------------------------------------------------- | ---------------------- | -------------------------------------------- | ---------------------- | ---------------------- |
| Mistral                |                        | Landing Helicopter Dock (LHD) | Mistral (L 9013) Tonnerre (L 9014) Dixmude (L 9015) | 2006 2007 2012         | 22 000 t (21 650 long ton; 24 250 short ton) | Tolone                 |                        |

| Classe             | Immagine           | Tipo                               | Navi                                  | Anno               | Disl.                                     | Base               | Note               |
| Cacciatorpediniere | Cacciatorpediniere | Cacciatorpediniere                 | Cacciatorpediniere                    | Cacciatorpediniere | Cacciatorpediniere                        | Cacciatorpediniere | Cacciatorpediniere |
| ------------------ | ------------------ | ---------------------------------- | ------------------------------------- | ------------------ | ----------------------------------------- | ------------------ | ------------------ |
| Horizon            |                    | Cacciatorpediniere antiaereo (DDG) | Forbin (D 620) Chevalier Paul (D 621) | 2008 2009          | 7 050 t (6 940 long ton; 7 770 short ton) | Tolone             |                    |

| Classe              | Immagine                           | Tipo                                      | Navi | Anno                          | Disl.                                     | Base                | Note                |
| Fregate di 1° rango | Fregate di 1° rango                | Fregate di 1° rango                       | Fregate di 1° rango                                                                                      | Fregate di 1° rango           | Fregate di 1° rango                       | Fregate di 1° rango | Fregate di 1° rango |
| ------------------- | ---------------------------------- | ----------------------------------------- | --- | ----------------------------- | ----------------------------------------- | ------------------- | ------------------- |
| Aquitaine FREMM     |                                    | Cacciatorpediniere antisommergibile (DDG) | Aquitaine (D 650) Provence (D 652) Languedoc (D 653) Auvergne (D 654) Bretagne (D 655) Normandie (D 651) | 2012 2019 2015 2016 2017 2018 | 6 000 t (5 910 long ton; 6 610 short ton) | 2 Tolone 4 Brest    |                     |
| Aquitaine FREMM     | Cacciatorpediniere antiaereo (DDG) | Alsace (D 656) Lorraine (D 657)           | 2021 2022                                                                                                | Tolone                        | 6 000 t (5 910 long ton; 6 610 short ton) |                     |                     |

| Classe                         | Immagine                       | Tipo                           | Navi                                                                                                 | Anno                           | Disl.                                     | Base                                                                         | Note                           |
| Fregate di 2° rango (Corvette) | Fregate di 2° rango (Corvette) | Fregate di 2° rango (Corvette) | Fregate di 2° rango (Corvette)                                                                       | Fregate di 2° rango (Corvette) | Fregate di 2° rango (Corvette)            | Fregate di 2° rango (Corvette)                                               | Fregate di 2° rango (Corvette) |
| ------------------------------ | ------------------------------ | ------------------------------ | --- | ------------------------------ | ----------------------------------------- | ---------------------------------------------------------------------------- | ------------------------------ |
| La Fayette                     |                                | Fregata (FFG)                  | La Fayette (F 710) Surcouf (F 711) Courbet (F 712) Aconit (F 713) Guépratte (F 714)                  | 1996 1997 1999 2001            | 3 600 t (3 540 long ton; 3 970 short ton) | Tolone                                                                       |                                |
| Floréal                        |                                | Fregata (FFG)                  | Floréal (F 730) Prairial (F 731) Nivôse (F 732) Ventôse (F 733) Vendémiaire (F 734) Germinal (F 735) | 1992 1993 1994                 | 2 900 t (2 850 long ton; 3 200 short ton) | Port-des-Galets Papeete Port-des-Galets Fort-de-France Nouméa Fort-de-France |                                |

| Classe             | Immagine      | Tipo                         | Navi | Anno                | Disl.                                                       | Base                                 | Note                                            |
| Pattugliatori      | Pattugliatori | Pattugliatori                | Pattugliatori | Pattugliatori       | Pattugliatori                                               | Pattugliatori                        | Pattugliatori                                   |
| ------------------ | ------------- | ---------------------------- | --- | ------------------- | ----------------------------------------------------------- | ------------------------------------ | ----------------------------------------------- |
| d'Estienne d'Orves |               | Pattugliatore d'altura       | Premier maître l'Her (F 792) Commandant Blaison (F 793) Enseigne de vaisseau Jacoubet (F 794) Commandant Ducuing (F 795) Commandant Birot (F 796) Commandant Bouan (F 797) | 1981 1982 1983 1984 | 1 250–1 410 t (1 230–1 390 long ton; 1 380–1 550 short ton) | 3 Tolone 3 Brest                     | riclassificate pattugliatori d'altura nel 2008  |
| OPV54              |               | Pattugliatore OPV            | Flamant (P 676) Cormoran (P 677) Pluvier (P 678) | 1997                | 390 t (380 long ton; 430 short ton)                         | Cherbourg                            |                                                 |
| La Confiance       |               | Pattugliatore Antille Guyana | La Confiance (P 733) La Résolue (P 734) La Combattante (P 735) | 2017 2020           | 700 t (690 long ton; 770 short ton)                         | 2 Dégrad des Cannes 1 Fort-de-France |                                                 |
| Félix Éboué        |               | Pattugliatore                | Auguste Bénébig (P 779) Teriieroo a Teriierooiterai (P780) Auguste Techer (P781)                                                                                           | 2022                | 480 t (470 long ton; 530 short ton)                         | Nouméa                               |                                                 |
| Lapérouse          |               | Pattugliatore SP             | Arago (P 675) | 1991                | 970 t (950 long ton; 1 070 short ton)                       | Papeete                              | MMSI: 228794000                                 |
|                    |               | Pattugliatore SP             | Fulmar (P 740) | 1991                | 550 t (540 long ton; 610 short ton)                         | Saint-Pierre e Miquelon              | IMO: 8918019                                    |
|                    |               | Pattugliatore                | Le Malin (P 701) | 1997                | 1 300 t (1 280 long ton; 1 430 short ton)                   | Port-des-Galets                      | IMO: 9142693                                    |
| BV Icebreaker 5    |               | rompighiaccio (AGB)          | L'Astrolabe (P 800) | 2017                | 4 000 t (3 940 long ton; 4 410 short ton)                   | Port-des-Galets                      | GIP: TAAF, IPEV e Marine nationale IMO: 9797539 |

| Classe          | Immagine        | Tipo                                                                     | Navi | Anno                               | Disl.                               | Base                     | Note                                  |
| Navi cacciamine | Navi cacciamine | Navi cacciamine                                                          | Navi cacciamine | Navi cacciamine                    | Navi cacciamine                     | Navi cacciamine          | Navi cacciamine                       |
| --------------- | --------------- | ------------------------------------------------------------------------ | --- | ---------------------------------- | ----------------------------------- | ------------------------ | ------------------------------------- |
| Tripartite      |                 | Minehunter (MHC) Chasseur de mines type Tripartite (CMT)                 | Andromède (M 643) Pégase (M 644) Orion (M 645) Croix du Sud (M 646) Aigle (M 647) Lyre (M 648) Sagittaire (M 650) Céphée (M 652) Capricorne (M 653) | 1984 1983 1986 1987 1996 1988 1988 | 615 t (605 long ton; 678 short ton) | 6 Brest 3 Tolone         | saranno sostituite dal programma MMCM |
| Antarès         |                 | Rimorchiatore sonar (AXL) Bâtiments remorqueurs de sonars (BRS)          | Antarès (M 770) Altaïr (M 771) Aldébaran (M 772) | 1993 1994 1995                     | 340 t (330 long ton; 370 short ton) | Brest                    |                                       |
| Vulcain         |                 | Nave per sommozzatori (MCD) Bâtiments-base de plongeurs démineurs (BBDB) | Vulcain (M 611) Achéron (A 613) Styx (M 614) Pluton (M 622)                                                                                         | 1986 1987 1986                     | 490 t (480 long ton; 540 short ton) | Cherbourg Brest 2 Tolone |                                       |

| Classe                           | Immagine        | Tipo                                                                          | Navi | Anno                                    | Disl.                               | Base            | Note                                                                                                  |
| Mezzi da sbarco                  | Mezzi da sbarco | Mezzi da sbarco                                                               | Mezzi da sbarco | Mezzi da sbarco                         | Mezzi da sbarco                     | Mezzi da sbarco | Mezzi da sbarco                                                                                       |
| -------------------------------- | --------------- | ----------------------------------------------------------------------------- | --- | --------------------------------------- | ----------------------------------- | --------------- | --- |
| EDA-R                            |                 | Catamaran landing craft (L-CAT) Engin de débarquement amphibie rapide (EDA-R) | L9092 L9093 L9094 L9095 | 2011 2012                               | 300 t (300 long ton; 330 short ton) | Tolone          | |
| EDA-S                            |                 | Catamaran landing craft (L-CAT) Engin de débarquement amphibie rapide (EDA-R) | Arbalète (L9100) Arquebuse (L9101)                                                                                                | 2021                                    | 200 t (200 long ton; 220 short ton) | Tolone          | |
| Chaland de transport de matériel |                 | Landing Craft Mechanized (LCM) Chaland de transport de matériel (CTM)         | (18) Néké Grav (20) Guerero (21) Kien An (22) Canzone Can (23) Indocina (27) Tonchino (28) Nui Dho (29) Tchibana (30) Koutio (31) | 1982 1983 1982 1983 1986 1988 1989 1992 | 150 t (150 long ton; 170 short ton) | Tolone          | 9 per la flottiglia anfibia di Tolone il numero 18 di sostegno a Gibuti. Saranno sostituiti dai EDA-S |

### Navi di sostegno
| Classe                         | Immagine                       | Tipo                                                                    | Navi                           | Disl.                                        | Base                           | Note                                                    |
| Navi di comando e rifornimento | Navi di comando e rifornimento | Navi di comando e rifornimento                                          | Navi di comando e rifornimento | Navi di comando e rifornimento               | Navi di comando e rifornimento | Navi di comando e rifornimento                          |
| ------------------------------ | ------------------------------ | ----------------------------------------------------------------------- | ------------------------------ | -------------------------------------------- | ------------------------------ | ------------------------------------------------------- |
| Jacques Chevallier             |                                | Navi di rifornimento della Forza Bâtiments Ravitailleurs de Force (BRF) | Jacques Chevallier (A 725)     | 17 500 t (17 220 long ton; 19 290 short ton) | Tolone                         | da realizzare in altri 2 esemplari                      |
| Durance                        |                                | Bâtiments de commandement et de ravitaillement (BCR)                    | Somme (A 631)                  | 18 000 t (17 720 long ton; 19 840 short ton) | Brest                          | sarà sostituita da navi della classe Jacques Chevallier |

| Classe                  | Immagine                | Tipo                                                                                      | Navi                    | Disl.                                        | Base                    | Note                         |
| Navi di sperimentazione | Navi di sperimentazione | Navi di sperimentazione                                                                   | Navi di sperimentazione | Navi di sperimentazione                      | Navi di sperimentazione | Navi di sperimentazione      |
| ----------------------- | ----------------------- | ----------------------------------------------------------------------------------------- | ----------------------- | -------------------------------------------- | ----------------------- | ---------------------------- |
|                         |                         | Missile Range Instrumentation Ship (AGM) Bâtiment d'essais et de mesures (BEM)            | Monge (A 601)           | 21 040 t (20 710 long ton; 23 190 short ton) | Brest                   |                              |
|                         |                         | Auxiliary Gathering Intelligence (AGI) Bâtiment collecteur de renseignements (BCR)        | Dupuy de Lôme (A 759)   | 3 600 t (3 540 long ton; 3 970 short ton)    | Brest                   | IMO: 9282156 MMSI: 228716000 |
| Lapérouse               |                         | Mine-warfare experimentation (AGE) Bâtiment d'expérimentations de guerre des mines (BEGM) | Thétis (A 785)          | 1 050 t (1 030 long ton; 1 160 short ton)    | Brest                   | MMSI: 227801200              |
|                         |                         | Mine-warfare experimentation Bâtiment d'essais et d'expérimentations (BEE)                | Denti (A 743)           | 190 t (190 long ton; 210 short ton)          | Tolone                  |                              |
|                         |                         | Diving support Bâtiment de soutien à la plongée (BSP)                                     | Alizé (A 645) (fr)      | 1 600 t (1 570 long ton; 1 760 short ton)    | Tolone                  | di supporto alla DGSE        |
|                         |                         | Research vessel Navire de mesures d'essais et d'expérimentations                          | Langevin                |                                              | Brest                   | in affitto                   |

| Classe                             | Immagine                           | Tipo                                                                         | Navi                                            | Disl.                                     | Base                               | Note                                                                     |
| Navi idrografiche e oceanografiche | Navi idrografiche e oceanografiche | Navi idrografiche e oceanografiche                                           | Navi idrografiche e oceanografiche              | Navi idrografiche e oceanografiche        | Navi idrografiche e oceanografiche | Navi idrografiche e oceanografiche                                       |
| ---------------------------------- | ---------------------------------- | ---------------------------------------------------------------------------- | ----------------------------------------------- | ----------------------------------------- | ---------------------------------- | ------------------------------------------------------------------------ |
|                                    |                                    | Oceanographic survey (AGOR) Navire océanographique (NO)                      | Pourquoi pas?                                   | 6 600 t (6 500 long ton; 7 280 short ton) | Brest                              | utilizzazione ripartita con l'Ifremer (55%) IMO: 9285548 MMSI: 228207600 |
|                                    |                                    | Oceanographic survey (AGOR) Bâtiment hydrographique et océanographique (BHO) | Beautemps-Beaupré (A 758)                       | 3 300 t (3 250 long ton; 3 640 short ton) | Brest                              | utilizzazione ripartita con l'Ifremer (5%) IMO: 9098361 MMSI: 228798000  |
| Lapérouse                          |                                    | Hydrographic survey (AGSC) Bâtiment hydrographique (BH)                      | Lapérouse (A 791) Borda (A 792) Laplace (A 793) | 980 t (960 long ton; 1 080 short ton)     | Brest                              | MMSI: 228791000 MMSI: 228792000 MMSI: 228793000                          |

| Classe                        | Immagine                      | Tipo | Navi                                                                                    | Disl.                                     | Base                                          | Note                                                     |
| Navi di sostegno e assistenza | Navi di sostegno e assistenza | Navi di sostegno e assistenza                                                                           | Navi di sostegno e assistenza                                                           | Navi di sostegno e assistenza             | Navi di sostegno e assistenza                 | Navi di sostegno e assistenza                            |
| ----------------------------- | ----------------------------- | --- | --------------------------------------------------------------------------------------- | ----------------------------------------- | --------------------------------------------- | -------------------------------------------------------- |
| Loire                         |                               | Nave di sostegno e di assistenza metropolitana Bâtiment de Soutien et d’Assistance Métropolitain (BSAM) | Loire (A 602) Rhône (A 603) Seine (A 604) Garonne (A 605)                               | 2 665 t (2 623 long ton; 2 938 short ton) | 2 Tolone 2 Brest                              | sostituiscono 2 RHM, 2 BSR e 1 RR dal 2018               |
| d'Entrecasteaux               |                               | Nave di sostegno di e di assistenza d'oltremare Bâtiment de Soutien et d'Assistance Outre-Mer (BSAOM)   | D'Entrecasteaux (A 621) Bougainville (A 622) Champlain (A 623) Dumont d'Urville (A 624) | 2 300 t (2 260 long ton; 2 540 short ton) | Nouméa Papeete Port-des-Galets Fort-de-France | 3 sostituiscono le ultime 3 unità della classe Champlain |
| Malabar                       |                               | Oceangoing tug Remorqueur de haute mer (RHM)                                                            | Tenace (A 669) Malabar (A 664)                                                          | 1 440 t (1 420 long ton; 1 590 short ton) | Brest                                         | sostituiti dalle 4 navi della classe Loire dal 2018      |
| Chamois                       |                               | Support vessel Bâtiment de soutien de région (BSR)                                                      | Élan (A 768) Gazelle (A 775)                                                            | 505 t (497 long ton; 557 short ton)       | Cherbourg Tolone                              | sostituiti dalle 4 navi della classe Loire dal 2018      |
| R2000                         |                               | Tug supply vessel Remorqueur ravitailleur (RR)                                                          | Taapé (A 663)                                                                           | 510 t (500 long ton; 560 short ton)       | Tolone                                        | sostituiti dalle 4 navi della classe Loire dal 2018      |
|                               |                               | Cargo Ro-Ro (AKR) Navire roulier porte conteneurs                                                       | MN Calao (fr) MN Tangara (fr)                                                           |                                           | Tolone                                        | in affitto IMO: 9642394 IMO: 9642409                     |
| UT 711                        |                               | Support, assistance and depollution vessel Bâtiment de Soutien et d’Assistance Affrétés (BSAD)          | Ailette (fr) Alcyon (fr)                                                                | 2 000 t (1 970 long ton; 2 200 short ton) | Tolone Brest                                  | in affitto IMO: 8104216 IMO: 8104228                     |
| UT 710                        |                               | Support, assistance and depollution vessel Bâtiment de Soutien et d’Assistance Affrétés (BSAD)          | Argonaute (fr) Jason (fr)                                                               | 4 220 t (4 150 long ton; 4 650 short ton) | Brest Tolone                                  | in affitto IMO: 9269518 IMO: 9320922                     |
| UT 515                        |                               | Oceangoing tug Remorqueur d'intervention d'assistance et de sauvetage (RIAS)                            | Abeille Bourbon Abeille Liberté (fr)                                                    | 4 000 t (3 940 long ton; 4 410 short ton) | Brest Cherbourg                               | in affitto IMO: 9308687 IMO: 9308699                     |
| UT 507                        |                               | Oceangoing tug Remorqueurs d'intervention en haute mer (RIHM)                                           | Abeille Flandre (fr) Abeille Languedoc (fr)                                             | 1 500 t (1 480 long ton; 1 650 short ton) | Tolone Cherbourg                              | in affitto IMO: 7710513 IMO: 7710525                     |

| Classe      | Immagine    | Tipo                                                         | Navi | Disl.                               | Base        | Note                    |
| Navi scuola | Navi scuola | Navi scuola                                                  | Navi scuola | Navi scuola                         | Navi scuola | Navi scuola             |
| ----------- | ----------- | ------------------------------------------------------------ | --- | ----------------------------------- | ----------- | ----------------------- |
| MTS 44      |             | Bâtiment de formation maritime (BFM)                         | Almak (fr) | 420 t (410 long ton; 460 short ton) |             | in affitto IMO: 9682033 |
|             |             | Veliero a 3 alberi Voilier trois-mâts barques                | Belem (fr) | 750 t (740 long ton; 830 short ton) | Nantes      | in affitto IMO: 8622983 |
| Léopard     |             | Training vessel Bâtiment Ecole type Léopard (BE)             | Léopard (A 748) Panthère (A 749) Jaguar (A 750) Lynx (A 751) Guépard (A 752) Chacal (A 753) Tigre (A 754) Lion (A 755) | 470 t (460 long ton; 520 short ton) | Brest       |                         |
| Glycine     |             | Training vessel Bâtiment d'instruction à la navigation (BIN) | Glycine (A 770) Églantine (A 771)                                                                                      | 295 t (290 long ton; 325 short ton) | Brest       |                         |
| Engageante  |             | Training vessel Bâtiment d'instruction à la manœuvre (BIM)   | Engageante (Y 751) Vigilante (Y 752)                                                                                   | 95 t (93 long ton; 105 short ton)   | Brest       |                         |
|             |             | Schooner Voilier goelette type paimpolaise                   | Étoile (A 649) Belle-Poule (A 650)                                                                                     | 275 t (271 long ton; 303 short ton) | Brest       |                         |
|             |             | cutter Côtre                                                 | Mutin (A 652) | 57 t (56 long ton; 63 short ton)    | Brest       |                         |
|             |             | Iolla Yawl                                                   | La Grande Hermine (A 653)                                                                                              | 13 t (13 long ton; 14 short ton)    | Brest       |                         |
|             |             | Cutter Côtre                                                 | Feu Follet | 10 t (9,8 long ton; 11 short ton)   | Brest       |                         |

| Classe                                                 | Immagine                                               | Tipo                                                   | Navi                                                   | Disl.                                                  | Base                                                   | Note                                                                            |
| Unità minori di supporto e Rigid Hull Inflatable Boats | Unità minori di supporto e Rigid Hull Inflatable Boats | Unità minori di supporto e Rigid Hull Inflatable Boats | Unità minori di supporto e Rigid Hull Inflatable Boats | Unità minori di supporto e Rigid Hull Inflatable Boats | Unità minori di supporto e Rigid Hull Inflatable Boats | Unità minori di supporto e Rigid Hull Inflatable Boats                          |
| ------------------------------------------------------ | ------------------------------------------------------ | ------------------------------------------------------ | ------------------------------------------------------ | ------------------------------------------------------ | ------------------------------------------------------ | ------------------------------------------------------------------------------- |
| Thomery                                                |                                                        | Chalands automoteurs type Thomery                      | 12 (CHA 27~38)                                         | 50 t                                                   | (sp, sp)                                               |                                                                                 |
| Cigale (fr)                                            |                                                        | Chalands multi-missions                                | 7                                                      | 53 t                                                   |                                                        |                                                                                 |
| (fr)                                                   |                                                        | RHIB ETRACO                                            |                                                        |                                                        |                                                        | RHIB utilizzati dai commandos marine; gli ETRACO sono sostituiti dagli ECUME NG |
| ZH-930 (fr)                                            |                                                        | RHIB ECUME NG Zodiac Hurricane ZH-930                  | 15                                                     | 7 t                                                    |                                                        | RHIB utilizzati dai commandos marine; gli ETRACO sono sostituiti dagli ECUME NG |
| ZH-630 (fr)                                            |                                                        | RHIB EDO NG Zodiac Hurricane ZH-630                    | 55                                                     | 4 t                                                    |                                                        |                                                                                 |

## Aviazione

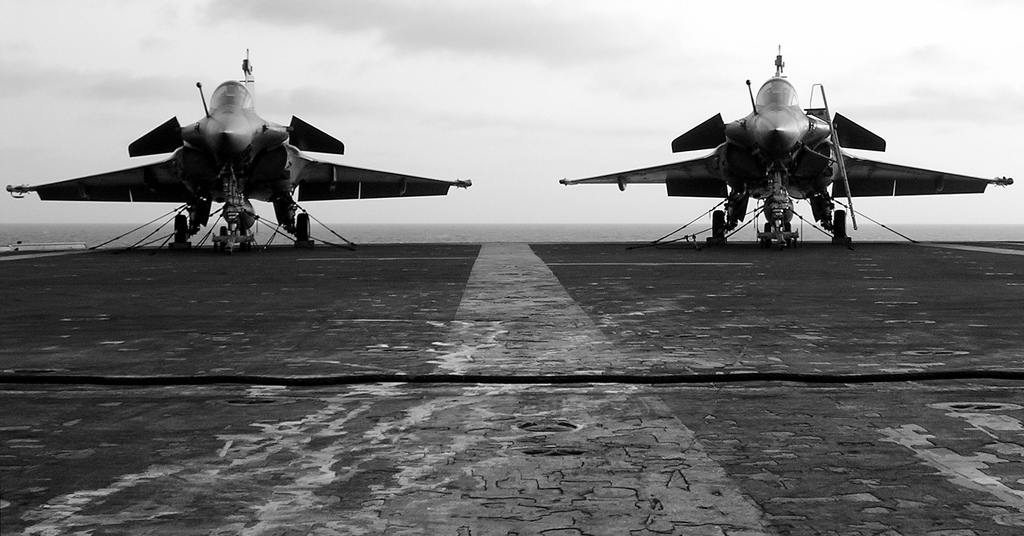
2 Rafale M sulla.

Aviazione imbarcata
- 3 E-2C Hawkeye
- 44 Rafale M

Aerei da pattugliamento marittimo
- 16 Atlantique 2

Aerei di sorveglianza marittima
- 4 Falcon 50MI Surmar
- 4 Falcon 50MS Surmar
- 5 Falcon 200 Gardian

Aviazione di sostegno marittimo
- 9 SA316B Alouette III
- 13 SA319B Alouette III
- 6 Falcon 10 MER
- 11 Emb121AA Xingu
- 7 Cap 10B
- 9 MS893-100S Rallye

Elicotteri da combattimento
- 20 Lynx HAS2/4
- 16 AS565MA Panther
- 17 NH90 NFH Caïman Marine
- 3 SA365 Dauphin Pedro

Elicotteri di servizio pubblico
- 6 SA365 Dauphin SP
- 2 SA365 Dauphin SP N3

## Unità navali disarmate
Lista delle precedenti navi della Marine nationale dal 1945:
Porta-aeromobili
- Béarn
- Dixmude
- Arromanches
- La Fayette
- Bois Belleau
- Clemenceau
- Foch
- Jeanne d'Arc

Corazzate
- 1 classe Courbet (Paris)
- 1 classe Bretagne (Lorraine)
- 2 classe Richelieu (Richelieu e Jean Bart)

Incrociatori (C)
- 2 classe Duquesne
- 1 classe Suffren
- 1 Émile Bertin
- 1 classe Duguay-Trouin
- 3 classe La Galissonnière
- 1 Jeanne d'Arc (1930)
- 1 De Grasse (C 610)
- 1 Colbert (C 611)

Cacciatorpediniere, destroyers, torpilleurs e escorteurs d'escadre e fregate di 1º rango (D)
- 1 classe Chacal
- 5 classe Bourrasque
- 2 classe Aigle
- 4 classe Le Fantasque
- 1 La Combattante (ex RN)
- 2 classe Desaix (ex Kriegsmarine)
- 2 Zerstörer 1936A (ex Kriegsmarine)
- 2 classe 1939 (ex Kriegsmarine)
- 2 classe Châteaurenault (ex RM)
- 3 classe Soldati (ex RM)
- 1 classe Alfredo Oriani (ex RM)
- 12 classe T 47
- 5 classe T 53
- 1 La Galissonnière (T 56)
- 2 classe Suffren
- 1 Aconit (D 609)
- 3 classe Tourville

Fregate, avvisi, torpilleurs, escorteurs e fregate di 2º rango (F)
- 3 classe Arras
- 5 classe Bougainville
- 9 classe Elan
- 5 classe Chamois
- 4 classe L'Adroit
- 1 classe La Melpomène
- 14 classe Cannon (ex USN)
- 4 classe Tacoma (ex USN)
- 6 classe River (ex RN)
- 9 classe Flower (ex RN)
- 1 Eritrea (ex RM)
- 4 classe Le Corse (Type E50)
- 14 classe Le Normand (Type E52)
- 9 classe Commandant Rivière
- 17 classe d'Estienne d'Orves

Navi da guerra anfibia (L)
- 18 LCI ex US Navy
- 20 LCT ex RN e US Navy
- 6 LCU ex US Navy
- 9 LSSL ex US Navy
- 11 LSIL ex US Navy
- 11 LSM ex US Navy
- 1 LSD Foudre (L 9020) (A 646/L 646)
- 11 LST ex US Navy classe Laïta
- 5 LST classe Trieux
- 6 LCU EDIC
- 4 LCU BAA e BAME
- 5 LCU EDIC type 61
- 1 Bougainville (L 9077)
- 2 LCU EDIC type 700
- 2 LCU CDIC
- 2 LPD classe Ouragan
- 2 LPD classe Foudre
- 5 LST classe Champlain

Pattugliatori (P)
- 3 classe L'Ajaccienne
- 6 classe Bay
- 3 classe Le Fougueux
- 11 classe L'Adroit
- 1 Mercure (M765/P765)
- 1 La Combattante (P 730)
- 1 Albatros (P 681)
- 4 classe Trident PATRA
- 2 PSS Girelle (A 702) e Tourmaline (A 714)
- 2 PSP Grèbe (P 679) e Sterne (P 680)
- 2 PSS Athos (A 712) e Aramis (A 713)
- 10 classe P400 Super PATRA
- 1 L'Adroit (P 725)

Sommergibili (Q) e sottomarini (S)
- 4/5 Q classe Argonaute
- 3/9 Q classe Diane
- 1/6 Q classe Saphir
- 1/9 Q classe Requin
- 5/31 Q classe Redoutable
- 3/6 Q classe Minerve
- 5/7 Q classe Aurore
- 2 Q U-Boot Tipo VII (ex Kriegsmarine)
- 2 Q U-Boot Tipo IX (ex Kriegsmarine)
- 1 Q U-Boot Tipo XXI (ex Kriegsmarine)
- 1 Q U-Boot Tipo XXIII (ex Kriegsmarine)
- 4 Q classe S (ex RN)
- 6 SSK classe Narval
- 4 SSK classe Aréthuse
- 11 SSK classe Daphné
- 1 SSB Gymnote
- 6 SSBN classe Le Redoutable
- 4 SSK classe Agosta